# Lista de campeões da Major League Baseball em ERA

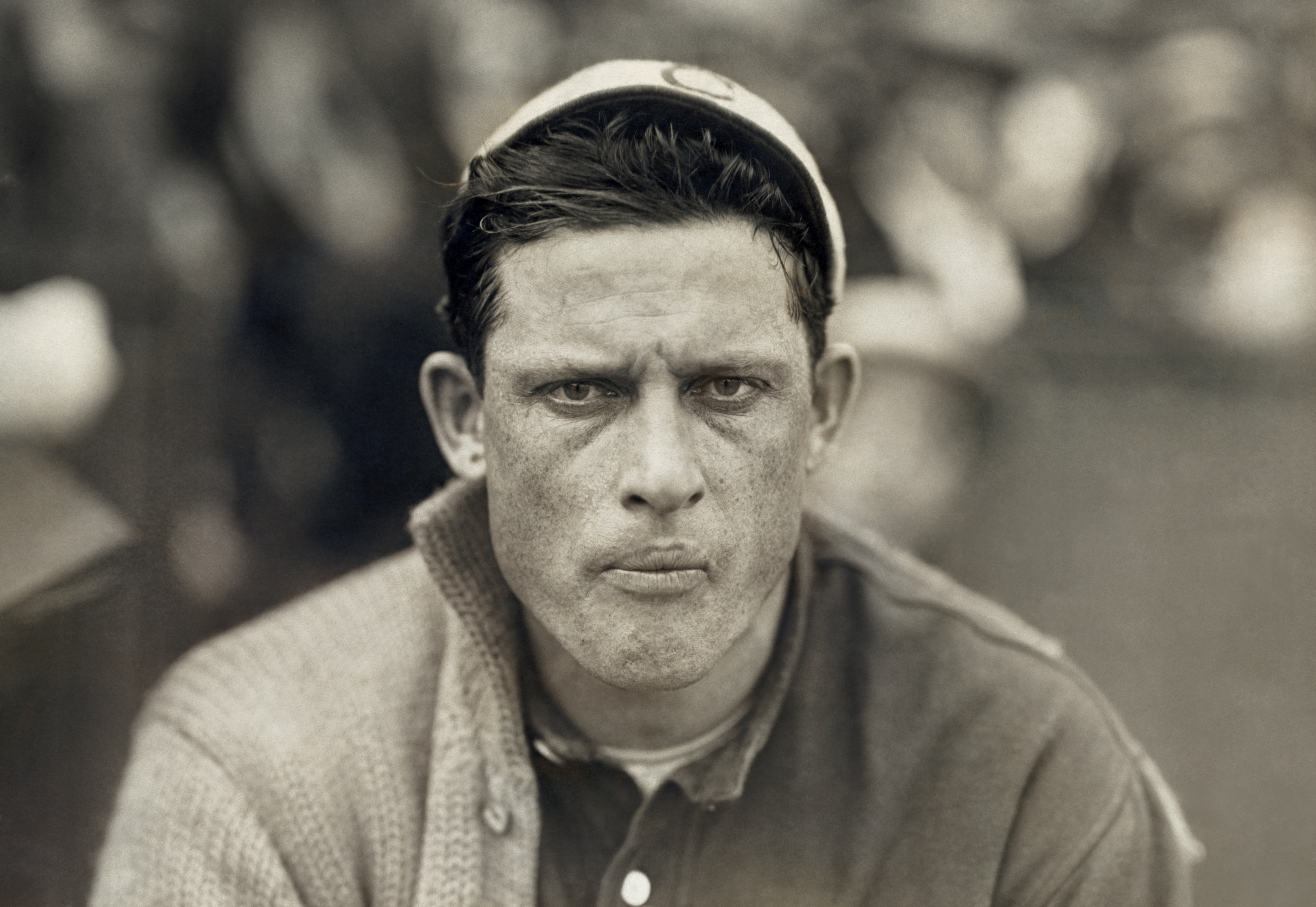
A média de corridas limpas (earned run average ou ERA) de Ed Walsh de 1.82 é a mais baixa na história da Major League Baseball.

No beisebol, a média de corridas limpas (earned run average ou ERA) é uma estatística usada para avaliar os arremessadores, calculado como meio aritmético de  corridas limpas cedidas por um arremessador por nove entradas jogadas[a] Um arremessador é creditado com uma corrida limpa por cada corrida anotada por um  corredor em base que atingiu base enquanto rebatendo contra este arremessador, seja por rebatida,  walk ou  sendo atingido por bola arremessada; Corridas anotadas por jogadores que atingiram base em errors, bola passada ou interferência do receptor sob circunstâncias especiais são tratadas como corridas limpase não contam no ERA do arremessador.
A Major League Baseball reconhece o jogador em cada liga [b] com a mais baixa média de corridas limpas em cada temporada.[c] O primeiro campeão em ERA na Liga Nacional foi George Bradley; na temporada inaugural da LN em 1876, Bradley conseguiu um ERA de 1.23  pelo St. Louis Brown Stockings, cedendo 78 corridas limpas em 573 entradas arremessadas. A Liga Americana foi estabelecida em 1901 e o arremessador membro do Hall of Fame, Cy Young liderou esta liga com um ERA de 1.62  pelo Boston Americans durante a temporada de 1901.
No curso de seus 17 anos de carreira nas grandes ligas, Lefty Grove liderou a Liga Americana em ERA por nove vezes, com a média mais baixa de 2.06 em 1931 jogando pelo Philadelphia Athletics. Roger Clemens tem o segundo maior número de títulos em ERA, conseguindo seis na Liga Americana e um na Liga Nacional. Sandy Koufax liderou a Liga Nacional em ERA por cinco temporadas consecutivas (1962–1966); as cinco premiações de Koufax vencidas consecutivamente é a maior sequência de qualquer jogador e empatada com o maior número de prêmios de um jogador na Liga Nacional com Christy Mathewson. Na Liga Americana, Walter Johnson também venceu cinco títulos, e Pedro Martínez tem um total de cinco títulos (quatro na LA e um na LN) com dois times diferentes.
Os mais recentes campeões em ERA são David Price na Liga Americana e Zack Greinke na Liga Nacional.
A menor média em ERA em temporada única na história das grandes ligas foi conseguida por por Tim Keefe, cuja média de 0.86 ERA em 105 entradas arremessadas pelo Troy Trojans da Liga Nacional em 1880 está a frente de seu competidor mais próximo por .52 runs. Na Liga Americana, Dutch Leonard com média de 0.96  é recorde em temporada única. Keefe e Leonard são os únicos dois arremessadores a permitir menos do que uma corrida por nove entradas arremessadas em temporada única. A mais ampla margem para um campeão em ERA é de 1.96 corridas, alcançada por Martínez com 1.74  na frente de Clemens com 3.70 na Liga Americana durante a temporada de 2000. A maior margem de vitória na Liga Nacional é de 1.26 corridas—Dazzy Vance com média de 2.61  na frente de Carl Hubbell com 3.87 em 1930. A menor margem de um campeão foi de .009 corridas. Embora a estatística seja tradicionalmente anotada com duas casas decimais pela maioria das fontes, o título da Liga Americana de 1988 foi decidido por uma margem menor do que um centésimo de corridas quando a média de Allan Anderson de 2.446 (55 corridas limpas em 202+1⁄3 entradas) foi melhor que a de Teddy Higuera com 2.455   (62 corridas limpas em 227+1⁄3 entradas). Outras disputas decididas por um centésimo ou menos incluem Luis Tiant com 1.91 à frente de  Gaylord Perry com 1.92 em 1972 e Mark Fidrych (2.34) à frente de Vida Blue (2.35) em 1976.

## Campo
| Ano          | Ano da temporada                                               |
| Líder        | Jogador com a menor ERA na liga                                |
| Vice-campeão | jogador com a segunda melhor posição em ERA na liga            |
| Liga         | Denotado apenas para jogadores fora das grandes ligas modernas |
| †            | Membro do National Baseball Hall of Fame and Museum            |

## Liga Nacional

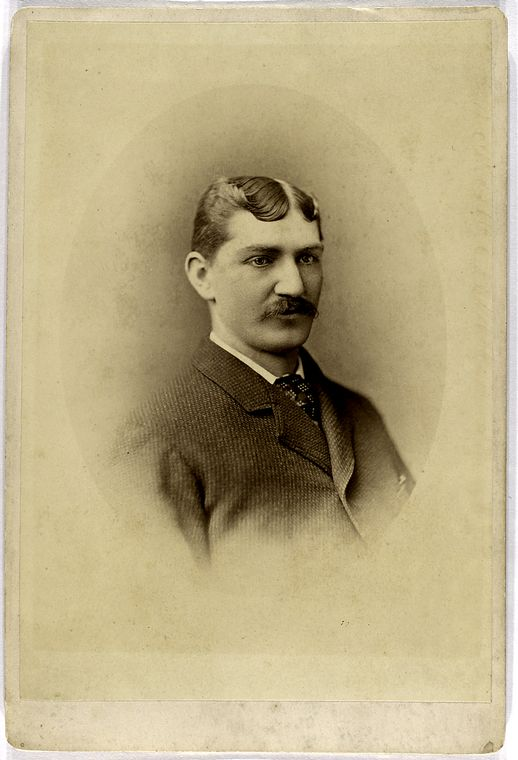
Tommy Bond venceu a tríplice coroa em 1877, liderando a Liga Nacional em vitórias, strikeouts e ERA.

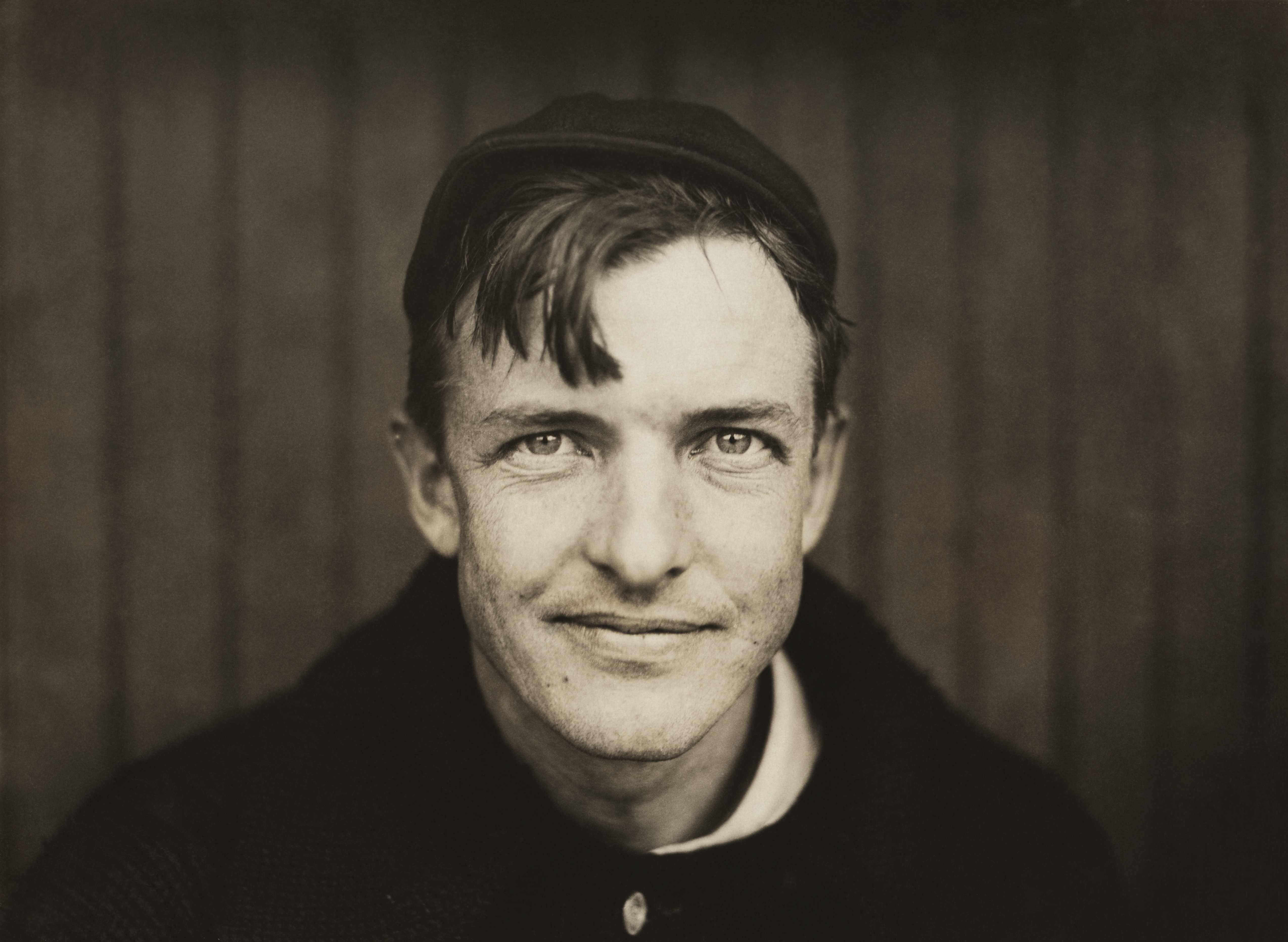
A ERA de Christy Mathewson de 2.13 é a oitava menor em todos os tempos; liderou a Liga Nacional em ERA por cinco vezes durante sua carreira.

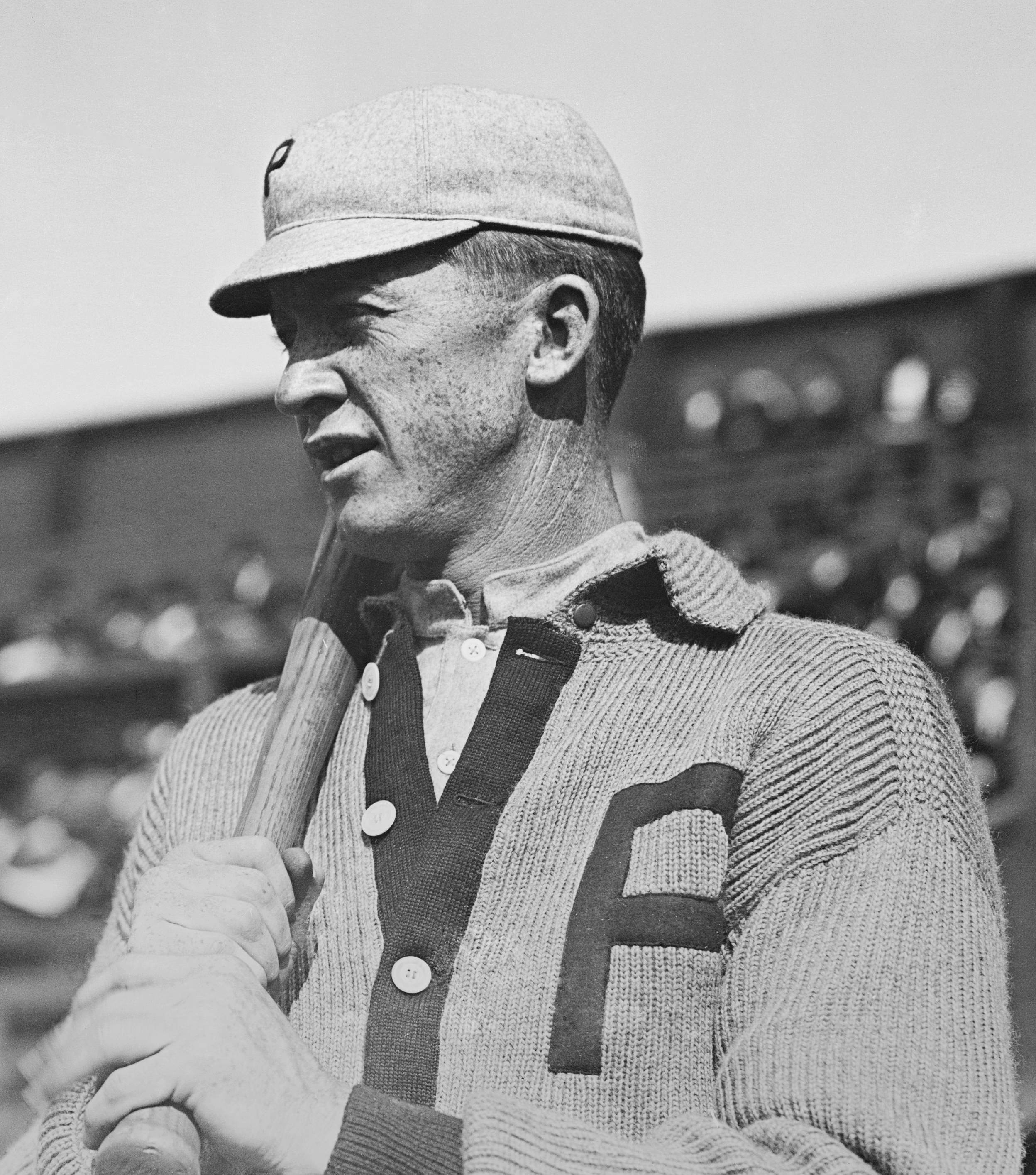
Grover Cleveland Alexander venceu o título da Liga Nacional em ERA em quatro ocasiões com dois times diferentes: o Philadelphia Phillies e o Chicago Cubs.

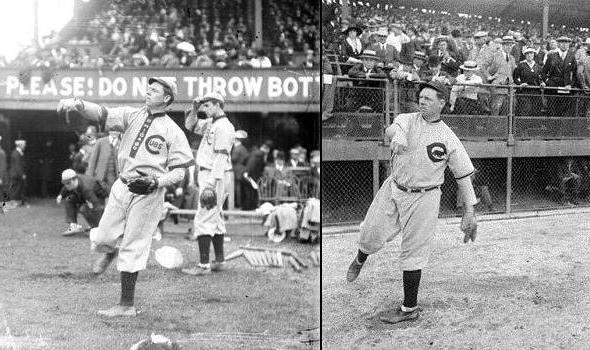
Mordecai "Three-Finger" Brown liderou a liga em ERA em 1906 e terminou em segundo por três vezes.

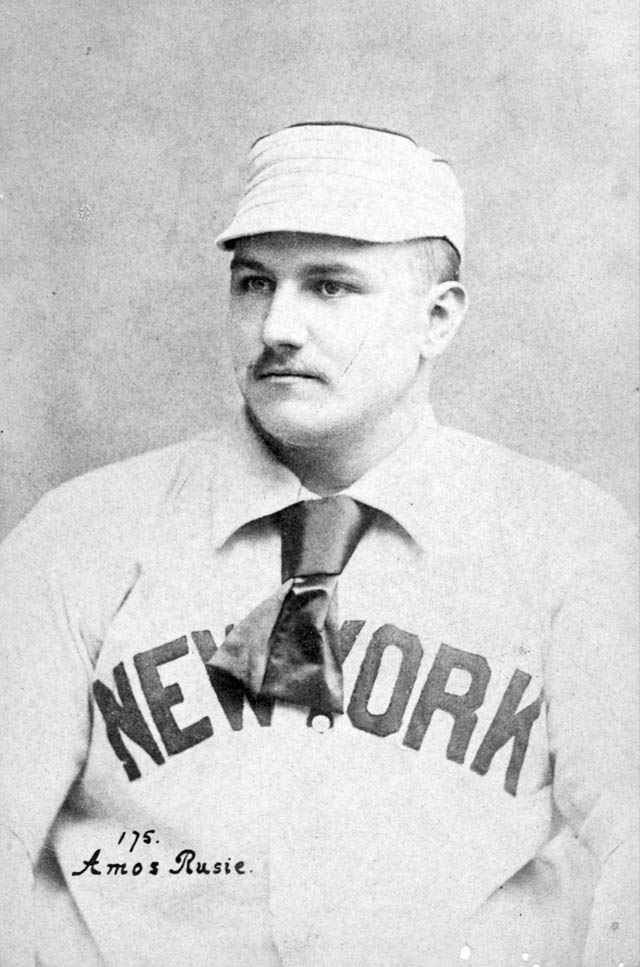
Amos Rusie liderou a Liga Nacional em ERA em 1894 e 1897 e terminou em segundo em 1893, atrás de Ted Breitenstein.

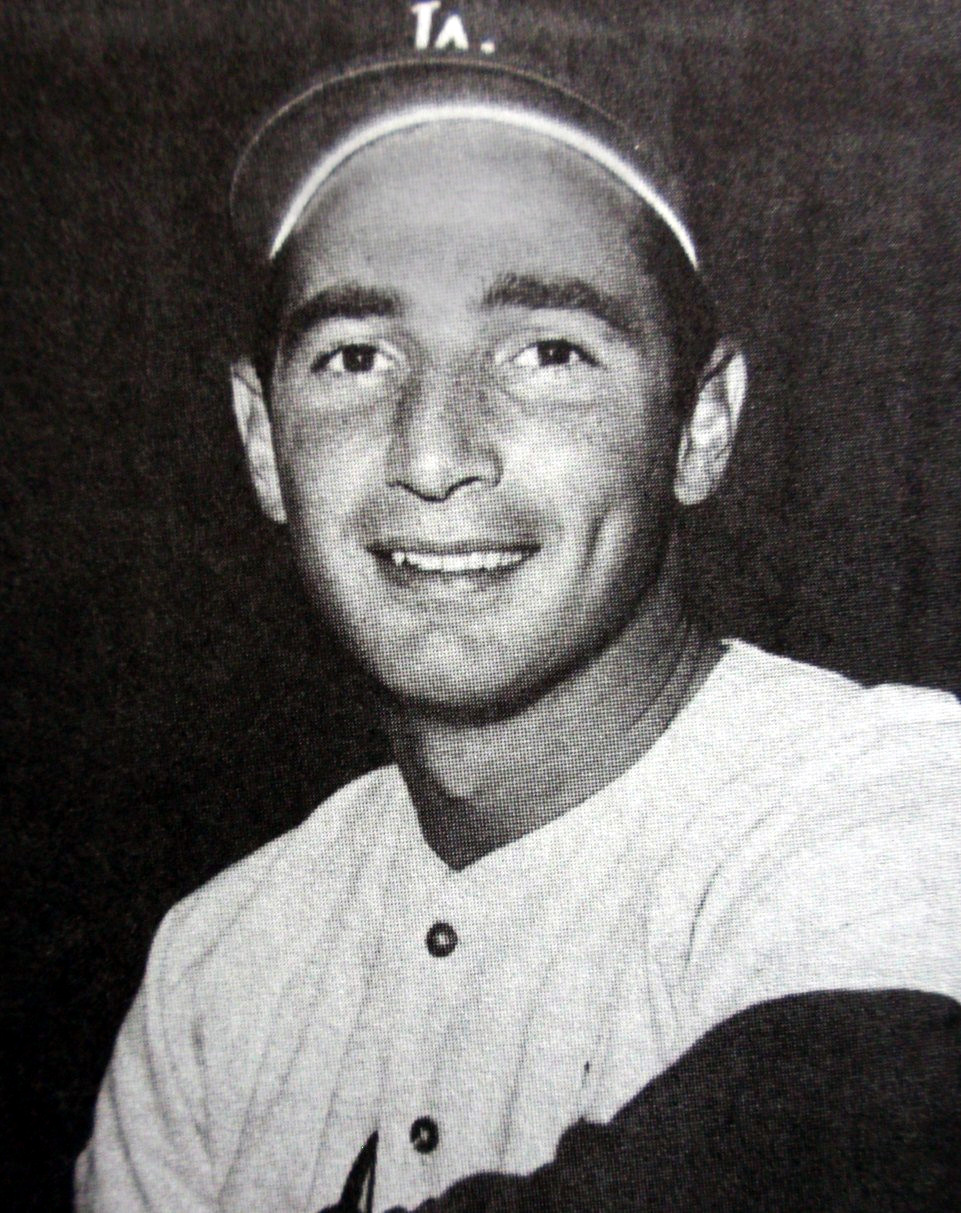
As cinco temporadas consecutivas de Sandy Koufax liderando a Liga Nacional em ERA é um recorde da MLB.

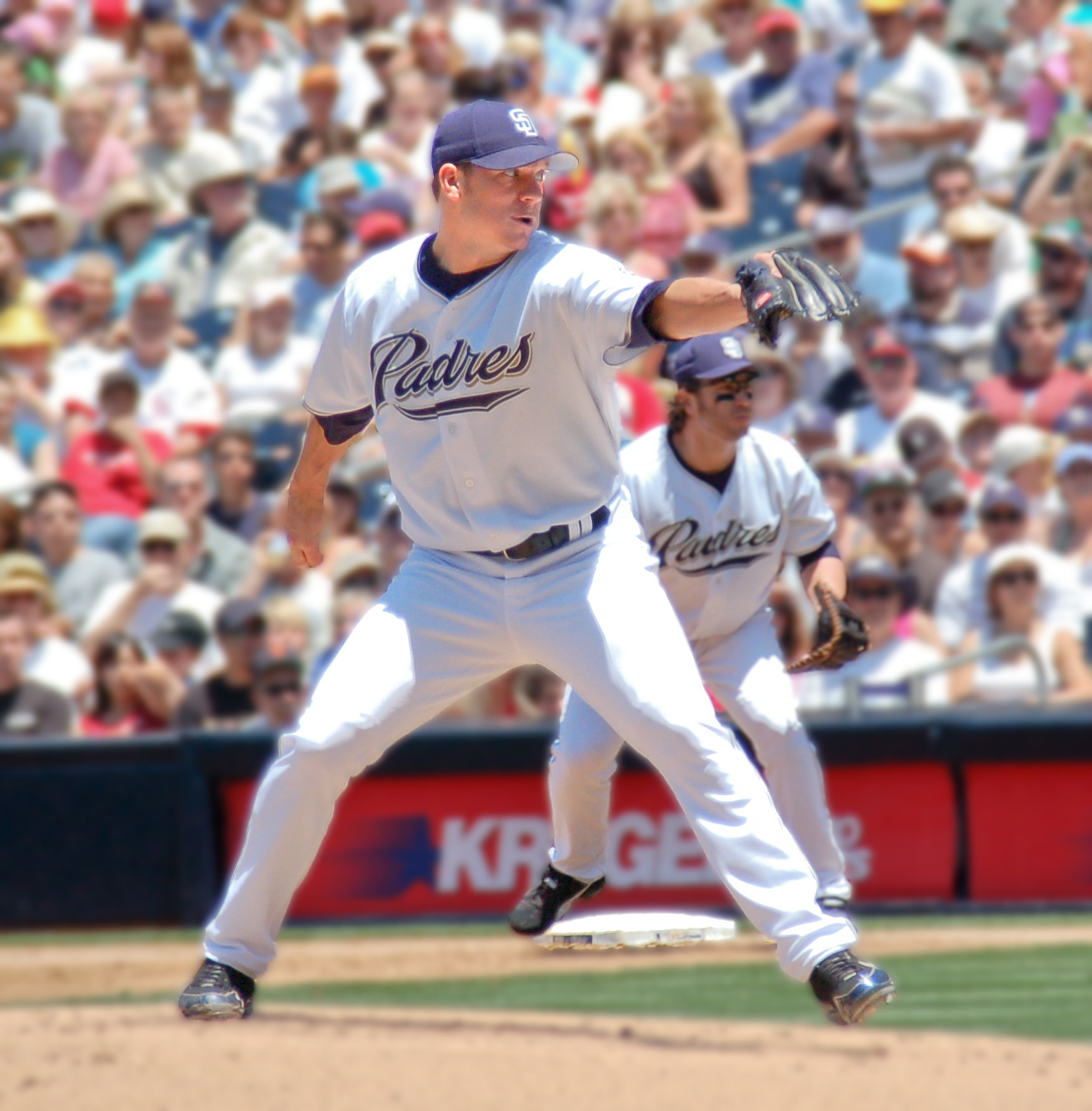
A ERA de Jake Peavy em 2007 de 2.54 foi a mais baixa entre os arremessadores da Liga Nacional.

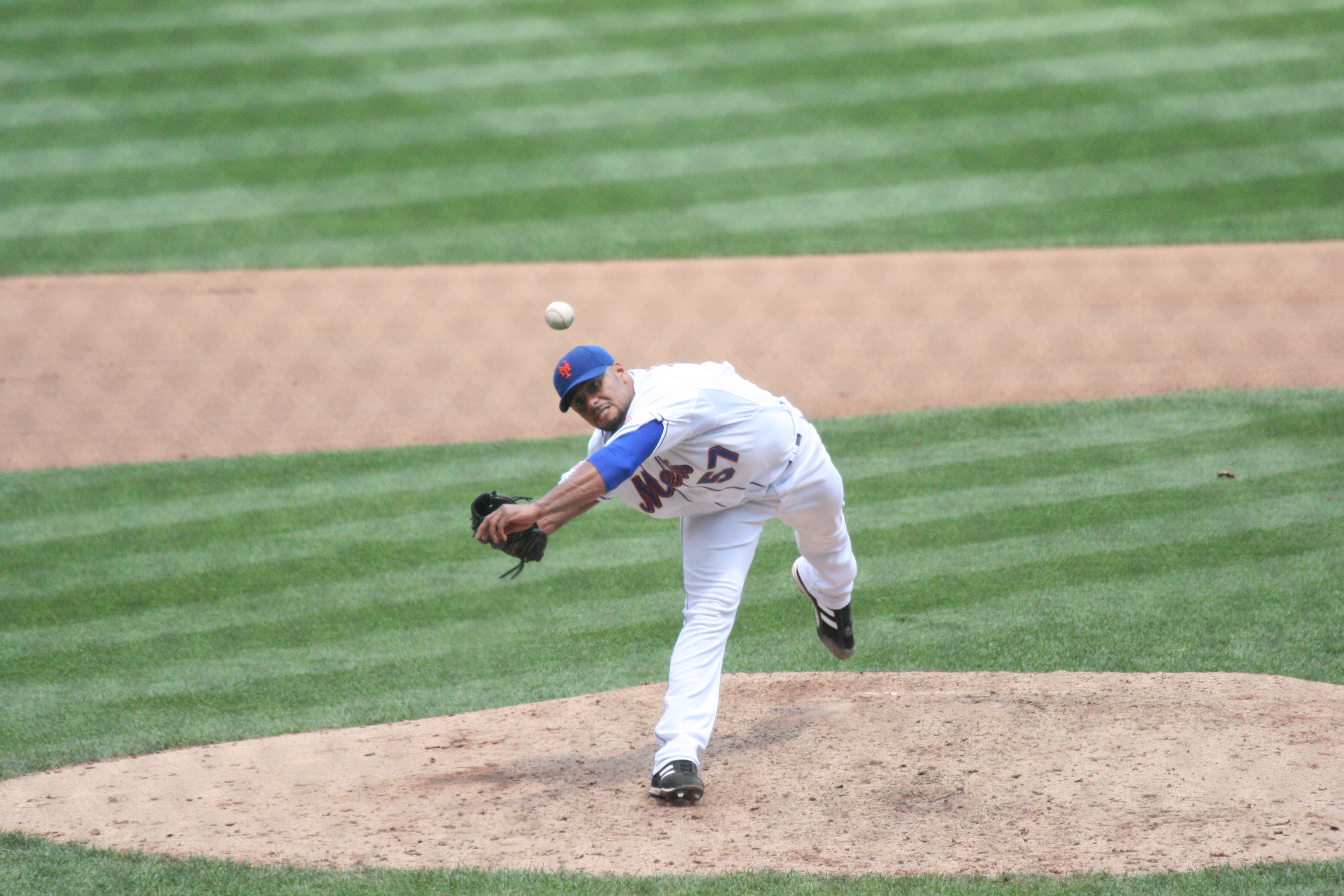
Johan Santana venceu o título em ERA em sua primeira temporada na Liga Nacional após oito anos jogando pelo Minnesota Twins.

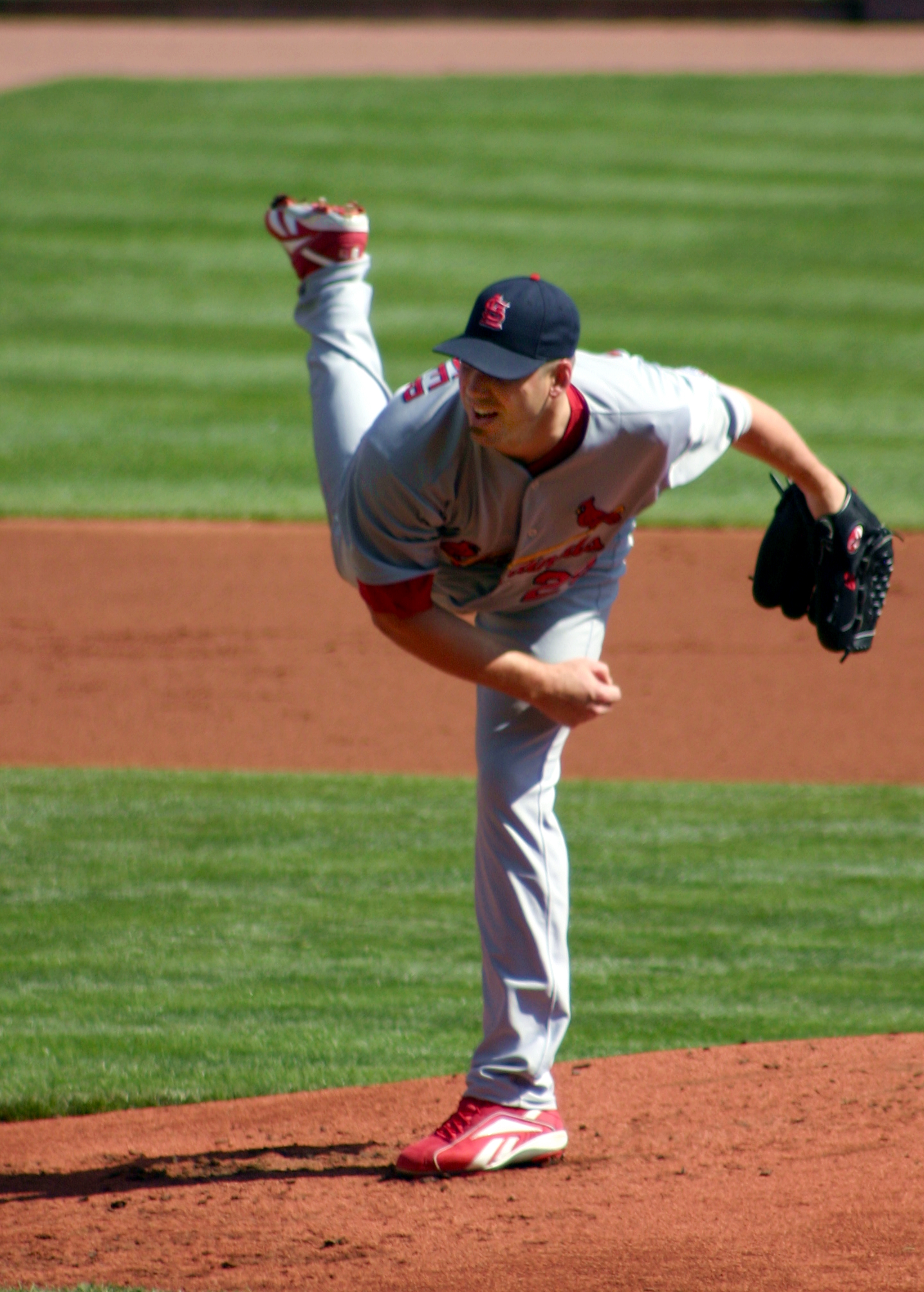
Chris Carpenter obteve a mais baixa ERA da Liga Nacional em 2009.

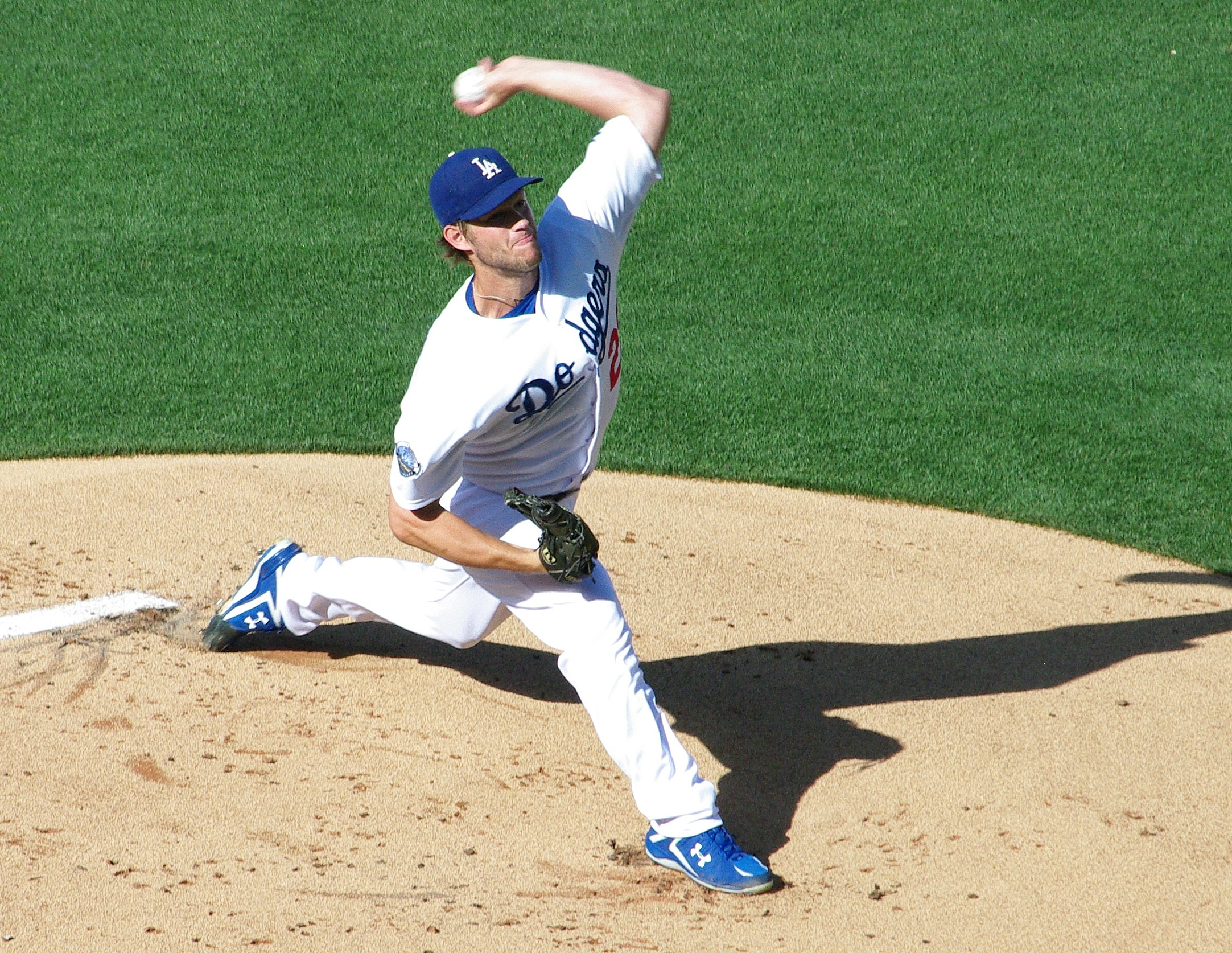
Clayton Kershaw é o primeiro arremessador na história a liderar a MLB em ERA em 4 temporadas consecutivas (2011-2014).

| Ano  | Líder                       | ERA  | Time                      | Vice-campeão                | ERA     | Ref     |
| ---- | --------------------------- | ---- | ------------------------- | --------------------------- | ------- | ------- |
| 1876 | George Bradley              | 1.23 | St. Louis Brown Stockings | Jim Devlin                  | 1.56    | [ 25 ]  |
| 1877 | Tommy Bond                  | 2.11 | Boston Red Caps           | Terry Larkin                | 2.14    | [ 26 ]  |
| 1878 | John Montgomery Ward†       | 1.51 | Providence Grays          | Jim McCormick               | 1.69    | [ 27 ]  |
| 1879 | Tommy Bond                  | 1.96 | Boston Red Caps           | Will White                  | 1.99    | [ 28 ]  |
| 1880 | Tim Keefe†                  | 0.86 | Troy Trojans              | George Bradley              | 1.38    | [ 29 ]  |
| 1881 | Stump Wiedman               | 1.80 | Detroit Wolverines        | John Montgomery Ward†       | 2.13    | [ 30 ]  |
| 1882 | Larry Corcoran              | 1.95 | Chicago White Stockings   | Charles Radbourn†           | 2.09    | [ 31 ]  |
| 1883 | Jim McCormick               | 1.84 | Cleveland Blues           | Charles Radbourn†           | 2.05    | [ 32 ]  |
| 1884 | Charles Radbourn†           | 1.38 | Providence Grays          | Charlie Sweeney             | 1.55    | [ 33 ]  |
| 1885 | Tim Keefe†                  | 1.58 | New York Giants           | Mickey Welch†               | 1.66    | [ 34 ]  |
| 1886 | Henry Boyle                 | 1.76 | St. Louis Maroons         | Charlie Ferguson            | 1.96    | [ 35 ]  |
| 1887 | Dan Casey                   | 2.86 | Philadelphia Phillies     | Pete Conway                 | 2.90    | [ 36 ]  |
| 1888 | Tim Keefe†                  | 1.74 | New York Giants           | Ben Sanders                 | 1.90    | [ 37 ]  |
| 1889 | John Clarkson†              | 2.73 | Boston Beaneaters         | Jersey Bakley               | 2.96    | [ 38 ]  |
| 1890 | Billy Rhines                | 1.95 | Cincinnati Reds           | Kid Nichols†                | 2.23    | [ 39 ]  |
| 1891 | John Ewing                  | 2.27 | New York Giants           | Kid Nichols†                | 2.39    | [ 40 ]  |
| 1892 | Cy Young†                   | 1.93 | Cleveland Spiders         | Tim Keefe†                  | 2.36    | [ 41 ]  |
| 1893 | Ted Breitenstein            | 3.18 | St. Louis Browns          | Amos Rusie†                 | 3.23    | [ 42 ]  |
| 1894 | Amos Rusie†                 | 2.78 | New York Giants           | Jouett Meekin               | 3.70    | [ 43 ]  |
| 1895 | Al Maul                     | 2.45 | Washington Senators       | Pink Hawley                 | 3.18    | [ 44 ]  |
| 1896 | Billy Rhines                | 2.45 | Cincinnati Reds           | Kid Nichols†                | 2.83    | [ 45 ]  |
| 1897 | Amos Rusie†                 | 2.54 | New York Giants           | Kid Nichols†                | 2.64    | [ 46 ]  |
| 1898 | Clark Griffith†             | 1.88 | Chicago Orphans           | Al Maul                     | 2.10    | [ 47 ]  |
| 1899 | Vic Willis†                 | 2.50 | Boston Beaneaters         | Cy Young†                   | 2.58    | [ 48 ]  |
| 1900 | Rube Waddell†               | 2.37 | Pittsburgh Pirates        | Ned Garvin                  | 2.41    | [ 49 ]  |
| 1901 | Jesse Tannehill             | 2.18 | Pittsburgh Pirates        | Deacon Phillippe            | 2.22    | [ 50 ]  |
| 1902 | Jack Taylor                 | 1.33 | Chicago Orphans           | Noodles Hahn                | 1.77    | [ 51 ]  |
| 1903 | Sam Leever                  | 2.06 | Pittsburgh Pirates        | Christy Mathewson†          | 2.26    | [ 52 ]  |
| 1904 | Joe McGinnity†              | 1.61 | New York Giants           | Ned Garvin                  | 1.68    | [ 53 ]  |
| 1905 | Christy Mathewson†          | 1.28 | New York Giants           | Ed Reulbach                 | 1.42    | [ 54 ]  |
| 1906 | Mordecai Brown†             | 1.04 | Chicago Cubs              | Jack Pfiester               | 1.51    | [ 55 ]  |
| 1907 | Jack Pfiester               | 1.15 | Chicago Cubs              | Carl Lundgren               | 1.17    | [ 56 ]  |
| 1908 | Christy Mathewson†          | 1.43 | New York Giants           | Mordecai Brown†             | 1.47    | [ 57 ]  |
| 1909 | Christy Mathewson†          | 1.14 | New York Giants           | Mordecai Brown†             | 1.31    | [ 58 ]  |
| 1910 | King Cole                   | 1.80 | Chicago Cubs              | Mordecai Brown†             | 1.86    | [ 59 ]  |
| 1911 | Christy Mathewson†          | 1.99 | New York Giants           | Lew Richie                  | 2.31    | [ 60 ]  |
| 1912 | Jeff Tesreau                | 1.96 | New York Giants           | Christy Mathewson†          | 2.12    | [ 61 ]  |
| 1913 | Christy Mathewson†          | 2.06 | New York Giants           | Babe Adams                  | 2.15    | [ 62 ]  |
| 1914 | Bill Doak                   | 1.72 | St. Louis Cardinals       | Bill James                  | 1.90    | [ 63 ]  |
| 1915 | Grover Cleveland Alexander† | 1.22 | Philadelphia Phillies     | Fred Toney                  | 1.58    | [ 64 ]  |
| 1916 | Grover Cleveland Alexander† | 1.55 | Philadelphia Phillies     | Rube Marquard†              | 1.58    | [ 65 ]  |
| 1917 | Fred Anderson               | 1.44 | New York Giants           | Grover Cleveland Alexander† | 1.83    | [ 66 ]  |
| 1918 | Hippo Vaughn                | 1.74 | Chicago Cubs              | Lefty Tyler                 | 2.00    | [ 67 ]  |
| 1919 | Grover Cleveland Alexander† | 1.72 | Chicago Cubs              | Hippo Vaughn                | 1.79    | [ 68 ]  |
| 1920 | Grover Cleveland Alexander† | 1.91 | Chicago Cubs              | Babe Adams                  | 2.16    | [ 69 ]  |
| 1921 | Bill Doak                   | 2.59 | St. Louis Cardinals       | Babe Adams                  | 2.64    | [ 70 ]  |
| 1922 | Phil Douglas                | 2.63 | St. Louis Cardinals       | Rosy Ryan                   | 3.01    | [ 71 ]  |
| 1923 | Dolf Luque                  | 1.93 | Cincinnati Reds           | Eppa Rixey†                 | 2.80    | [ 72 ]  |
| 1924 | Dazzy Vance†                | 2.16 | Brooklyn Robins           | Hugh McQuillan              | 2.69    | [ 73 ]  |
| 1925 | Dolf Luque                  | 2.63 | Cincinnati Reds           | Eppa Rixey†                 | 2.88    | [ 74 ]  |
| 1926 | Ray Kremer                  | 2.61 | Pittsburgh Pirates        | Charlie Root                | 2.82    | [ 75 ]  |
| 1927 | Ray Kremer                  | 2.47 | Pittsburgh Pirates        | Grover Cleveland Alexander† | 2.52    | [ 76 ]  |
| 1928 | Dazzy Vance†                | 2.09 | Brooklyn Robins           | Sheriff Blake               | 2.47    | [ 77 ]  |
| 1929 | Bill Walker                 | 3.09 | New York Giants           | Burleigh Grimes†            | 3.13    | [ 78 ]  |
| 1930 | Dazzy Vance†                | 2.61 | Brooklyn Robins           | Carl Hubbell†               | 3.87    | [ 79 ]  |
| 1931 | Bill Walker                 | 2.26 | New York Giants           | Carl Hubbell†               | 2.65    | [ 80 ]  |
| 1932 | Lon Warneke                 | 2.37 | Chicago Cubs              | Carl Hubbell†               | 2.50    | [ 81 ]  |
| 1933 | Carl Hubbell†               | 1.66 | New York Giants           | Lon Warneke                 | 2.00    | [ 82 ]  |
| 1934 | Carl Hubbell†               | 2.30 | New York Giants           | Dizzy Dean†                 | 2.66    | [ 83 ]  |
| 1935 | Cy Blanton                  | 2.58 | Pittsburgh Pirates        | Bill Swift                  | 2.70    | [ 84 ]  |
| 1936 | Carl Hubbell†               | 2.31 | New York Giants           | Danny MacFayden             | 2.87    | [ 85 ]  |
| 1937 | Jim Turner                  | 2.38 | Boston Bees               | Cliff Melton                | 2.61    | [ 86 ]  |
| 1938 | Bill Lee                    | 2.66 | Chicago Cubs              | Charlie Root                | 2.86    | [ 87 ]  |
| 1939 | Bucky Walters               | 2.29 | Cincinnati Reds           | Bob Bowman                  | 2.60    | [ 88 ]  |
| 1940 | Bucky Walters               | 2.48 | Cincinnati Reds           | Claude Passeau              | 2.50    | [ 89 ]  |
| 1941 | Elmer Riddle                | 2.24 | Cincinnati Reds           | Whit Wyatt                  | 2.34    | [ 90 ]  |
| 1942 | Mort Cooper                 | 1.78 | St. Louis Cardinals       | Johnny Beazley              | 2.13    | [ 91 ]  |
| 1943 | Max Lanier                  | 1.90 | St. Louis Cardinals       | Mort Cooper                 | 2.30    | [ 92 ]  |
| 1944 | Ed Heusser                  | 2.38 | Cincinnati Reds           | Bucky Walters               | 2.40    | [ 93 ]  |
| 1945 | Ray Prim                    | 2.40 | Chicago Cubs              | Claude Passeau              | 2.46    | [ 94 ]  |
| 1946 | Howie Pollet                | 2.10 | St. Louis Cardinals       | Johnny Sain                 | 2.21    | [ 95 ]  |
| 1947 | Warren Spahn†               | 2.33 | Boston Braves             | Ewell Blackwell             | 2.47    | [ 96 ]  |
| 1948 | Harry Brecheen              | 2.24 | St. Louis Cardinals       | Dutch Leonard               | 2.51    | [ 97 ]  |
| 1949 | Dave Koslo                  | 2.50 | New York Giants           | Jerry Staley                | 2.73    | [ 98 ]  |
| 1950 | Sal Maglie                  | 2.71 | New York Giants           | Ewell Blackwell             | 2.97    | [ 99 ]  |
| 1951 | Chet Nichols, Jr.           | 2.88 | Boston Braves             | Sal Maglie                  | 2.93    | [ 100 ] |
| 1952 | Hoyt Wilhelm†               | 2.43 | New York Giants           | Warren Hacker               | 2.58    | [ 101 ] |
| 1953 | Warren Spahn†               | 2.10 | Milwaukee Braves          | Robin Roberts†              | 2.75    | [ 102 ] |
| 1954 | Johnny Antonelli            | 2.30 | New York Giants           | Lew Burdette                | 2.76    | [ 103 ] |
| 1955 | Bob Friend                  | 2.83 | Pittsburgh Pirates        | Don Newcombe                | 3.20    | [ 104 ] |
| 1956 | Lew Burdette                | 2.70 | Milwaukee Braves          | Warren Spahn†               | 2.78    | [ 105 ] |
| 1957 | Johnny Podres               | 2.66 | Brooklyn Dodgers          | Don Drysdale†               | 2.69    | [ 106 ] |
| 1958 | Stu Miller                  | 2.47 | San Francisco Giants      | Sam Jones                   | 2.88    | [ 107 ] |
| 1959 | Sam Jones                   | 2.83 | San Francisco Giants      | Stu Miller                  | 2.84    | [ 108 ] |
| 1960 | Mike McCormick              | 2.70 | San Francisco Giants      | Ernie Broglio               | 2.74    | [ 109 ] |
| 1961 | Warren Spahn†               | 3.02 | Milwaukee Braves          | Jim O'Toole                 | 3.10    | [ 110 ] |
| 1962 | Sandy Koufax†               | 2.54 | Los Angeles Dodgers       | Bob Shaw                    | 2.80    | [ 111 ] |
| 1963 | Sandy Koufax†               | 1.88 | Los Angeles Dodgers       | Dick Ellsworth              | 2.11    | [ 112 ] |
| 1964 | Sandy Koufax†               | 1.74 | Los Angeles Dodgers       | Don Drysdale†               | 2.18    | [ 113 ] |
| 1965 | Sandy Koufax†               | 2.04 | Los Angeles Dodgers       | Juan Marichal†              | 2.13    | [ 114 ] |
| 1966 | Sandy Koufax†               | 1.73 | Los Angeles Dodgers       | Mike Cuellar                | 2.22    | [ 115 ] |
| 1967 | Phil Niekro†                | 1.87 | Atlanta Braves            | Jim Bunning†                | 2.29    | [ 116 ] |
| 1968 | Bob Gibson†                 | 1.12 | St. Louis Cardinals       | Bobby Bolin                 | 1.99    | [ 117 ] |
| 1969 | Juan Marichal†              | 2.10 | San Francisco Giants      | Steve Carlton†              | 2.17    | [ 118 ] |
| 1970 | Tom Seaver†                 | 2.82 | New York Mets             | Wayne Simpson               | 3.02    | [ 119 ] |
| 1971 | Tom Seaver†                 | 1.76 | New York Mets             | Dave Roberts                | 2.10    | [ 120 ] |
| 1972 | Steve Carlton†              | 1.97 | Philadelphia Phillies     | Gary Nolan                  | 1.99    | [ 121 ] |
| 1973 | Tom Seaver†                 | 2.08 | New York Mets             | Don Sutton†                 | 2.42    | [ 122 ] |
| 1974 | Buzz Capra                  | 2.28 | Atlanta Braves            | Phil Niekro†                | 2.38    | [ 123 ] |
| 1975 | Randy Jones                 | 2.24 | San Diego Padres          | Andy Messersmith            | 2.29    | [ 124 ] |
| 1976 | John Denny                  | 2.52 | St. Louis Cardinals       | Doug Rau                    | 2.57    | [ 125 ] |
| 1977 | John Candelaria             | 2.34 | Pittsburgh Pirates        | Tom Seaver†                 | 2.58    | [ 126 ] |
| 1978 | Craig Swan                  | 2.43 | New York Mets             | Steve Rogers                | 2.47    | [ 127 ] |
| 1979 | J. R. Richard               | 2.71 | Houston Astros            | Tom Hume                    | 2.76    | [ 128 ] |
| 1980 | Don Sutton†                 | 2.20 | Los Angeles Dodgers       | Steve Carlton†              | 2.34    | [ 129 ] |
| 1981 | Nolan Ryan†                 | 1.69 | Houston Astros            | Bob Knepper                 | 2.18    | [ 130 ] |
| 1982 | Steve Rogers                | 2.40 | Montreal Expos            | Joe Niekro                  | 2.47[a] | [ 131 ] |
| 1983 | Atlee Hammaker              | 2.25 | San Francisco Giants      | John Denny                  | 2.37    | [ 132 ] |
| 1984 | Alejandro Peña              | 2.48 | Los Angeles Dodgers       | Dwight Gooden               | 2.60    | [ 133 ] |
| 1985 | Dwight Gooden               | 1.53 | New York Mets             | John Tudor                  | 1.93    | [ 134 ] |
| 1986 | Mike Scott                  | 2.22 | Houston Astros            | Bob Ojeda                   | 2.57    | [ 135 ] |
| 1987 | Nolan Ryan†                 | 2.76 | Houston Astros            | Mike Dunne                  | 3.03    | [ 136 ] |
| 1988 | Joe Magrane                 | 2.18 | St. Louis Cardinals       | David Cone                  | 2.22    | [ 137 ] |
| 1989 | Scott Garrelts              | 2.28 | San Francisco Giants      | Orel Hershiser              | 2.31    | [ 138 ] |
| 1990 | Danny Darwin                | 2.21 | Houston Astros            | Zane Smith                  | 2.55    | [ 139 ] |
| 1991 | Dennis Martínez             | 2.39 | Montreal Expos            | José Rijo                   | 2.51    | [ 140 ] |
| 1992 | Bill Swift                  | 2.08 | San Francisco Giants      | Bob Tewksbury               | 2.16    | [ 141 ] |
| 1993 | Greg Maddux†                | 2.36 | Atlanta Braves            | José Rijo                   | 2.48    | [ 142 ] |
| 1994 | Greg Maddux†                | 1.56 | Atlanta Braves            | Bret Saberhagen             | 2.74    | [ 143 ] |
| 1995 | Greg Maddux†                | 1.63 | Atlanta Braves            | Hideo Nomo                  | 2.54    | [ 144 ] |
| 1996 | Kevin Brown                 | 1.89 | Florida Marlins           | Greg Maddux†                | 2.72    | [ 145 ] |
| 1997 | Pedro Martínez†             | 1.90 | Montreal Expos            | Greg Maddux†                | 2.20    | [ 146 ] |
| 1998 | Greg Maddux†                | 2.22 | Atlanta Braves            | Kevin Brown                 | 2.38    | [ 147 ] |
| 1999 | Randy Johnson†              | 2.48 | Arizona Diamondbacks      | Kevin Millwood              | 2.68    | [ 148 ] |
| 2000 | Kevin Brown                 | 2.58 | Los Angeles Dodgers       | Randy Johnson†              | 2.64    | [ 149 ] |
| 2001 | Randy Johnson†              | 2.49 | Arizona Diamondbacks      | Curt Schilling              | 2.98    | [ 150 ] |
| 2002 | Randy Johnson†              | 2.32 | Arizona Diamondbacks      | Greg Maddux†                | 2.62    | [ 151 ] |
| 2003 | Jason Schmidt               | 2.34 | San Francisco Giants      | Kevin Brown                 | 2.39    | [ 152 ] |
| 2004 | Jake Peavy                  | 2.27 | San Diego Padres          | Randy Johnson†              | 2.60    | [ 153 ] |
| 2005 | Roger Clemens               | 1.87 | Houston Astros            | Andy Pettitte               | 2.39    | [ 154 ] |
| 2006 | Roy Oswalt                  | 2.98 | Houston Astros            | Chris Carpenter             | 3.09    | [ 155 ] |
| 2007 | Jake Peavy                  | 2.54 | San Diego Padres          | Brandon Webb                | 3.01    | [ 156 ] |
| 2008 | Johan Santana               | 2.53 | New York Mets             | Tim Lincecum                | 2.62    | [ 157 ] |
| 2009 | Chris Carpenter             | 2.24 | St. Louis Cardinals       | Tim Lincecum                | 2.48    | [ 158 ] |
| 2010 | Josh Johnson                | 2.30 | Florida Marlins           | Adam Wainwright             | 2.42    | [ 159 ] |
| 2011 | Clayton Kershaw             | 2.28 | Los Angeles Dodgers       | Roy Halladay                | 2.35    | [ 160 ] |
| 2012 | Clayton Kershaw             | 2.53 | Los Angeles Dodgers       | R.A. Dickey                 | 2.73    | [ 161 ] |
| 2013 | Clayton Kershaw             | 1.83 | Los Angeles Dodgers       | José Fernández              | 2.19    | [ 162 ] |
| 2014 | Clayton Kershaw             | 1.77 | Los Angeles Dodgers       | Johnny Cueto                | 2.25    | [ 163 ] |
| 2015 | Zack Greinke                | 1.66 | Los Angeles Dodgers       | Jake Arrieta                | 1.77    | [ 164 ] |
| 2016 | Kyle Hendricks              | 2.13 | Chicago Cubs              | Jon Lester                  | 2.44    | [ 165 ] |
| 2017 | Clayton Kershaw             | 2.31 | Los Angeles Dodgers       | Max Scherzer                | 2.51    | [ 166 ] |
| 2018 | Jacob deGrom                | 1.70 | New York Mets             | Aaron Nola                  | 2.37    | [ 167 ] |
| 2019 | Hyun-jin Ryu                | 2.32 | Los Angeles Dodgers       | Jacob deGrom                | 2.43    | [ 168 ] |

## Liga Americana

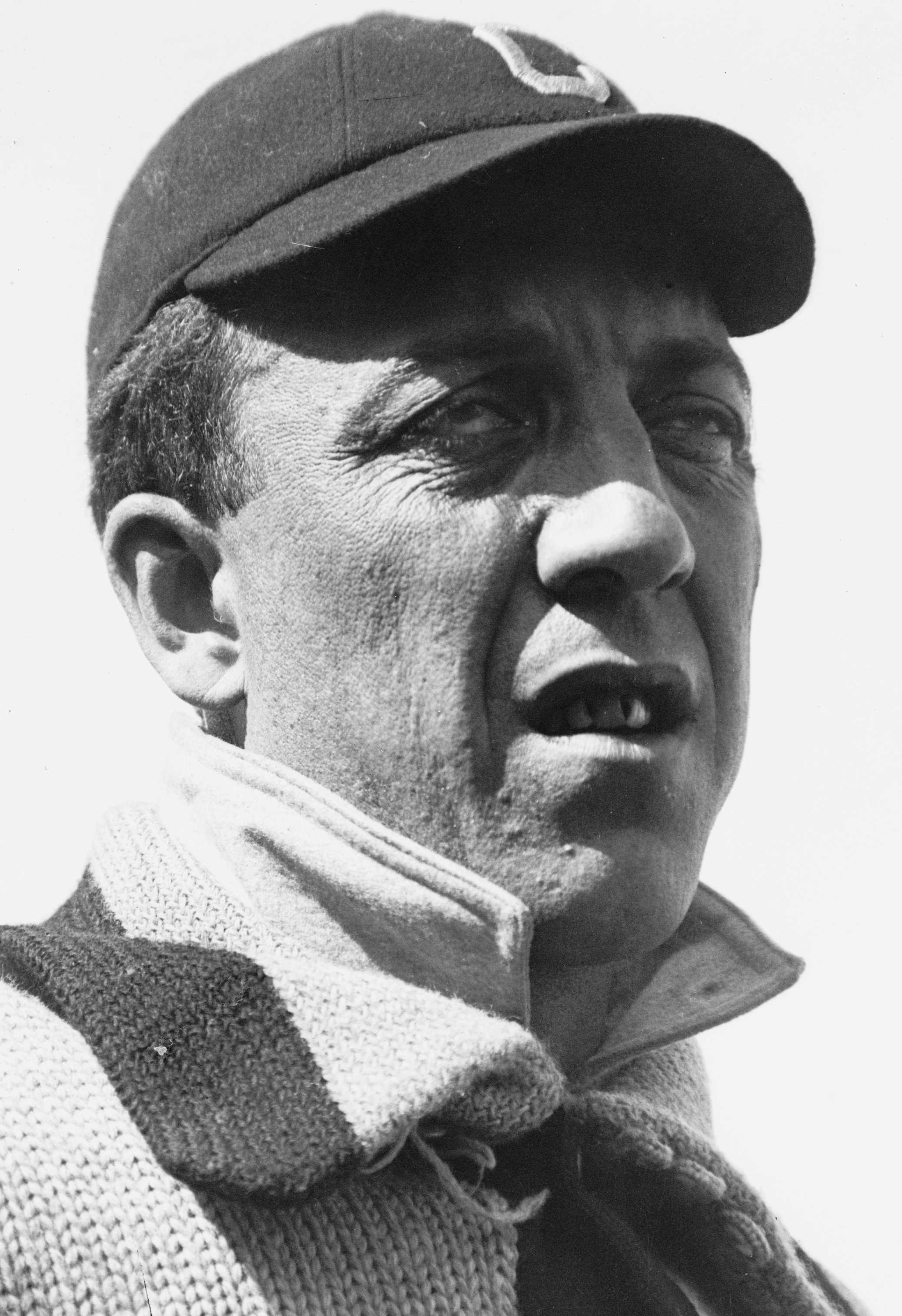
Addie Joss liderou a Liga Americana em ERA em 1904 e 1908.

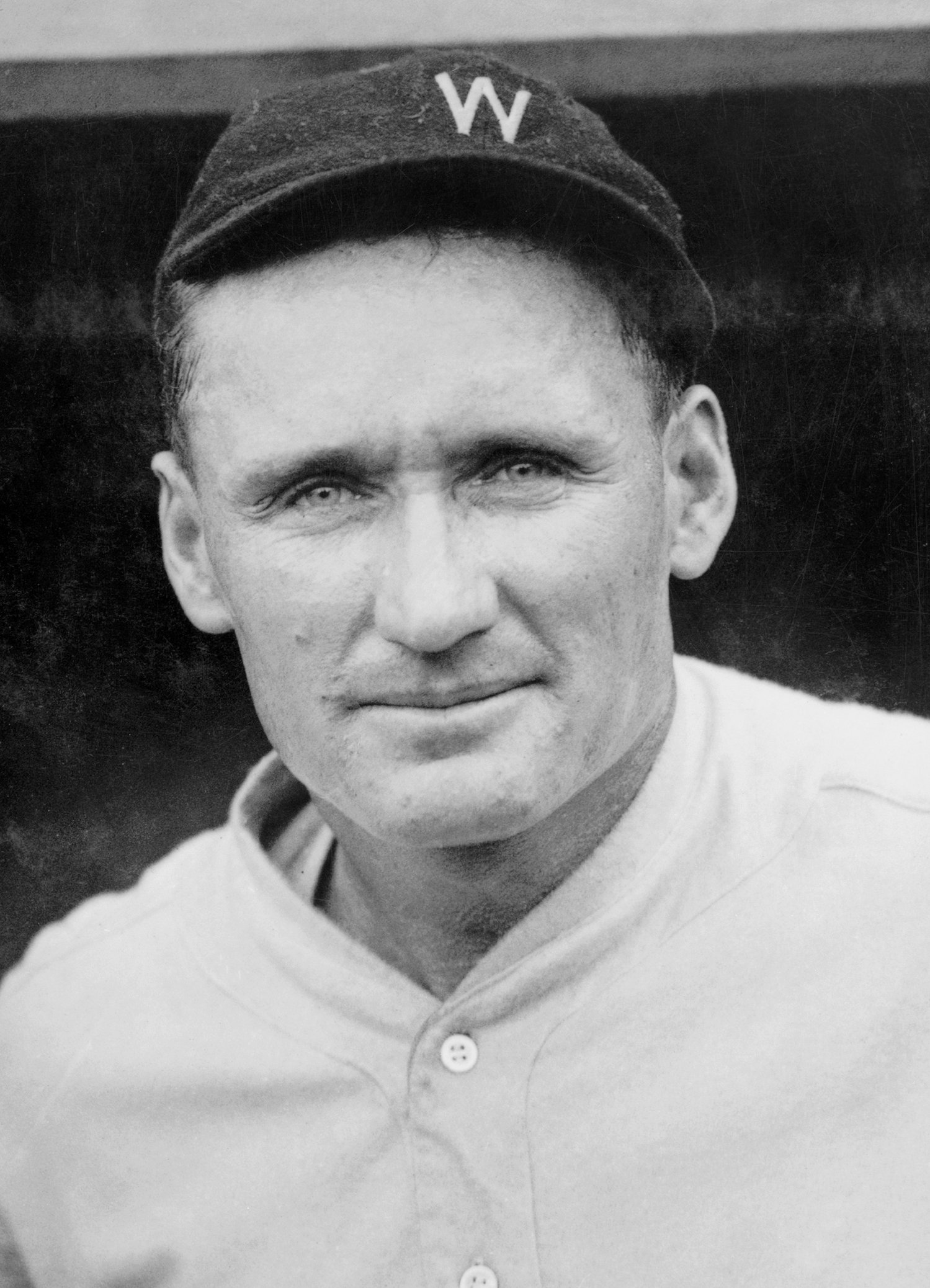
Além de liderar a Liga Americana em ERA por cinco vezes em sua carreira e vencer três tríplices coroas, Walter Johnson também é membro do Hall of Fame.

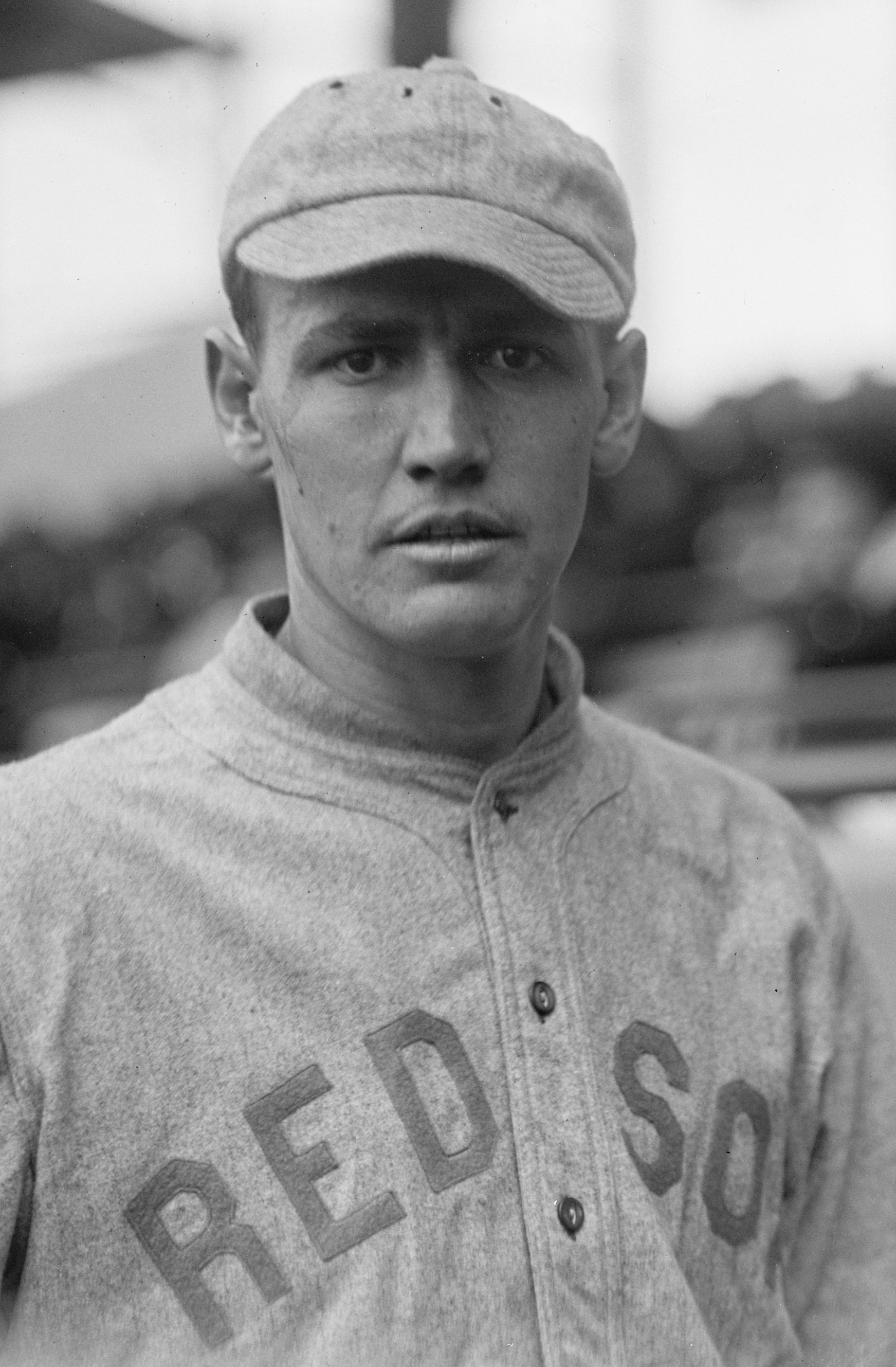
"Smoky" Joe Wood venceu 15 jogos em 1915 quando venceu o título em ERA; foi um dos treze arremessadores que venceram 30 partidas em temporada única desde 1900.

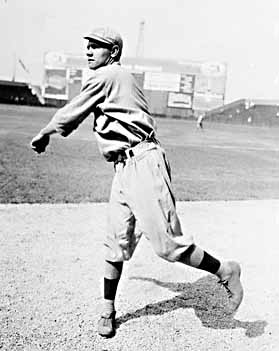
Babe Ruth liderou a liga em ERA em 1916 e 1916; começou sua carreira na MLB como arremessador do Boston Red Sox antes de se tornar um exímio rebatedor.

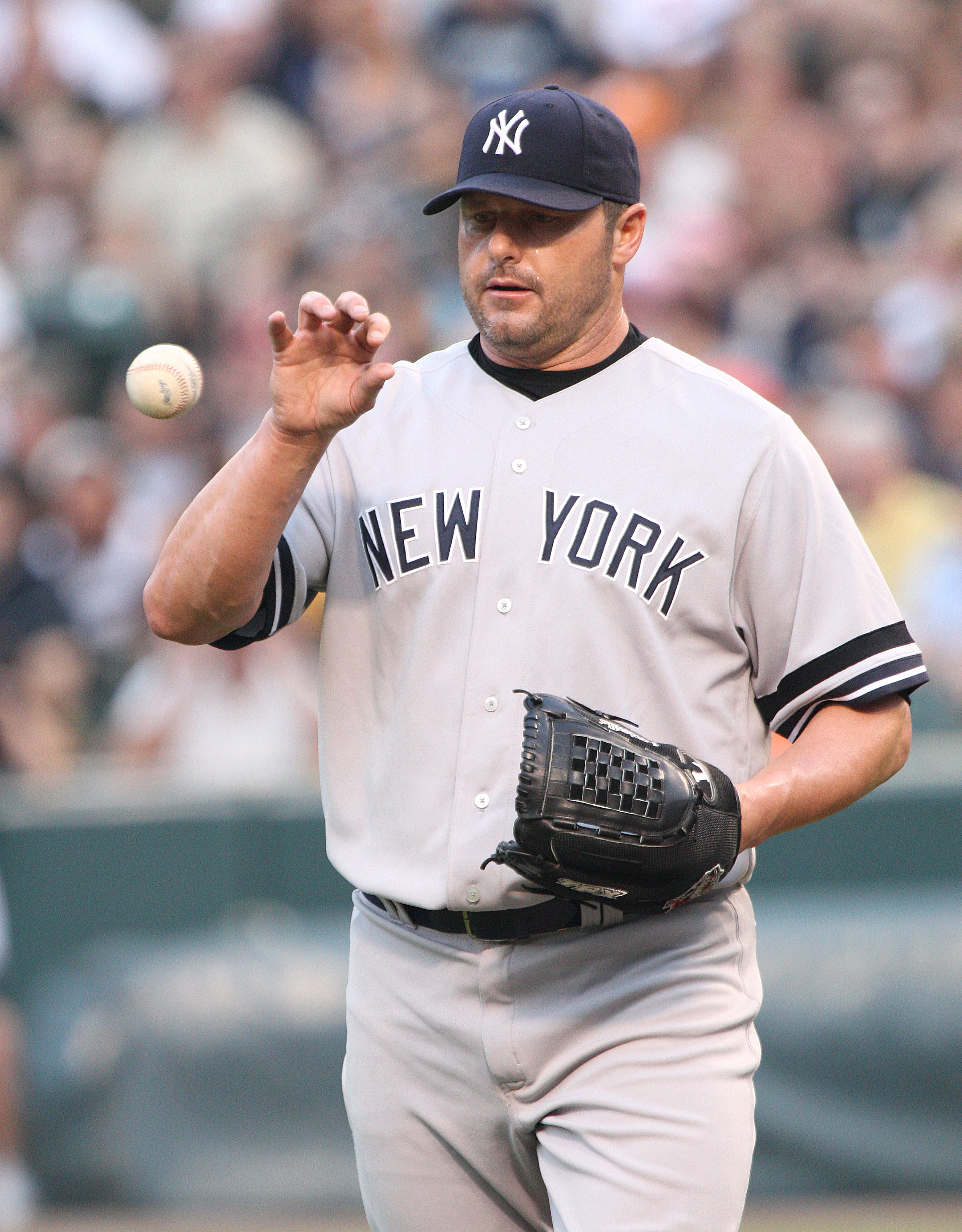
Os sete títulos de Roger Clemens em ERA são o segundo maior por qualquer jogador na história da MLB, atrás de nove títulos de Lefty Grove.

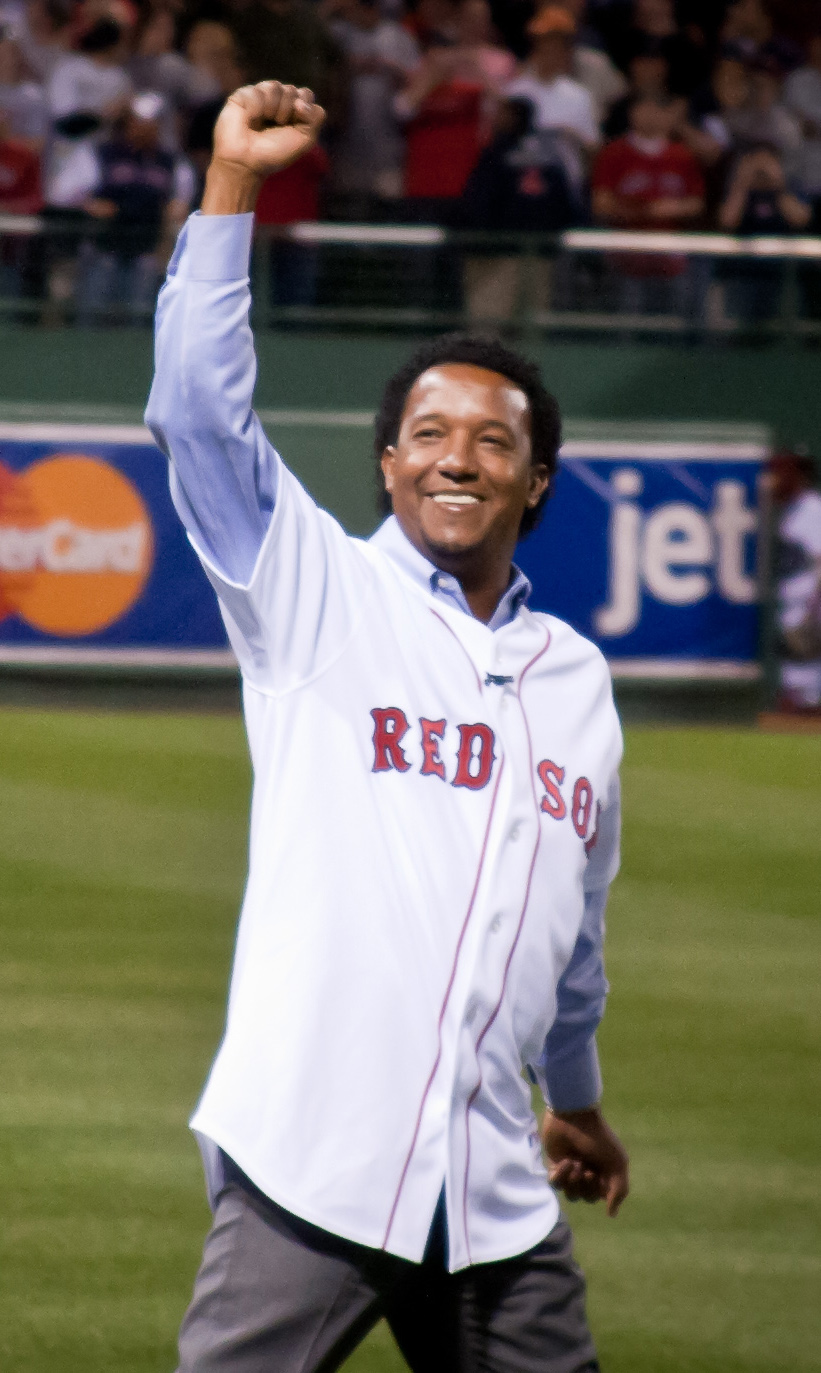
Pedro Martínez venceu cinco títulos em ERA atuando nas duas ligas; suas 2000 vitórias de margem sobre Clemens na corrida pelo título emERA é a maior da história da MLB.

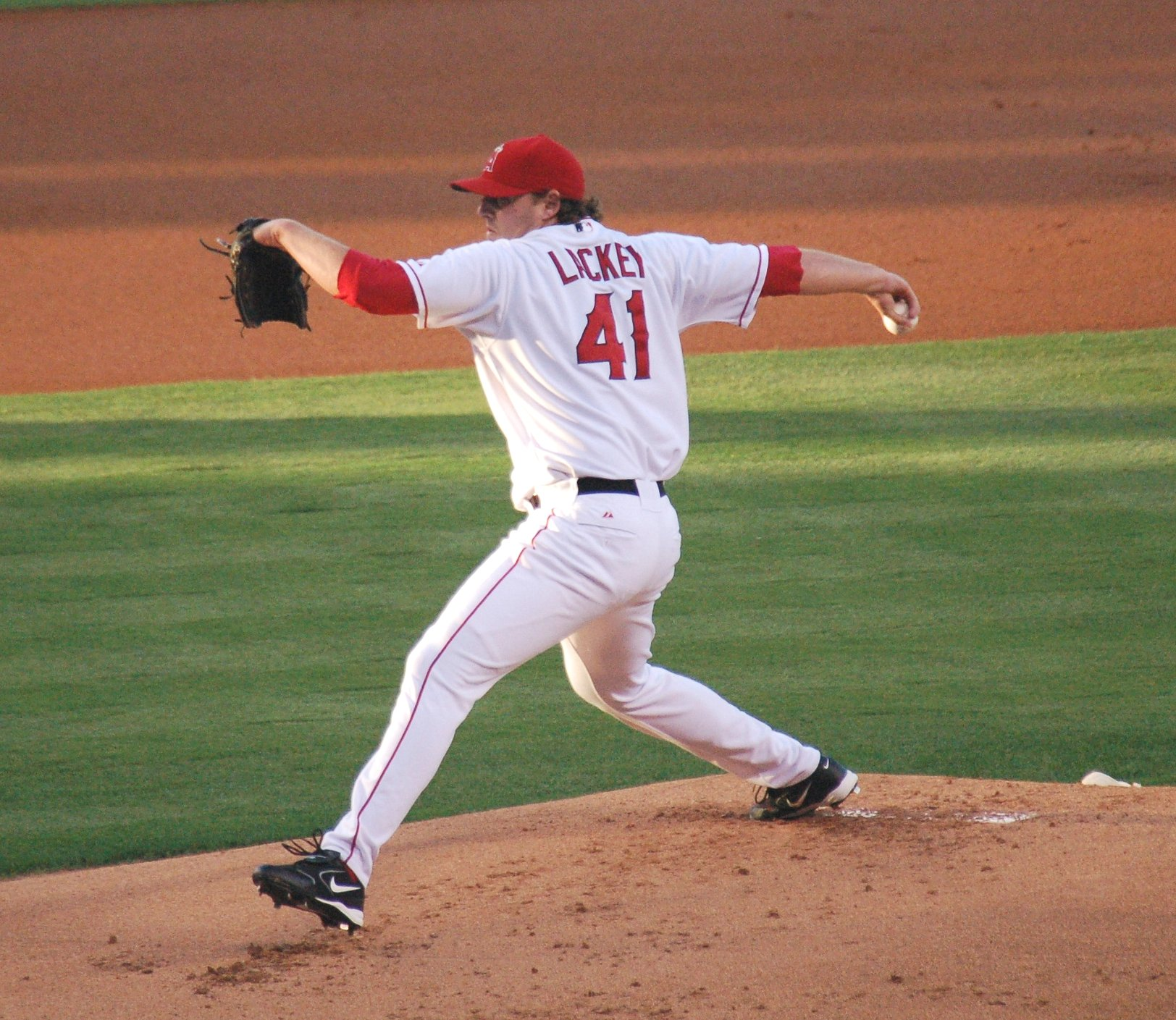
A ERA de 3.01 de John Lackey em 2007 liderou a Liga Americana.

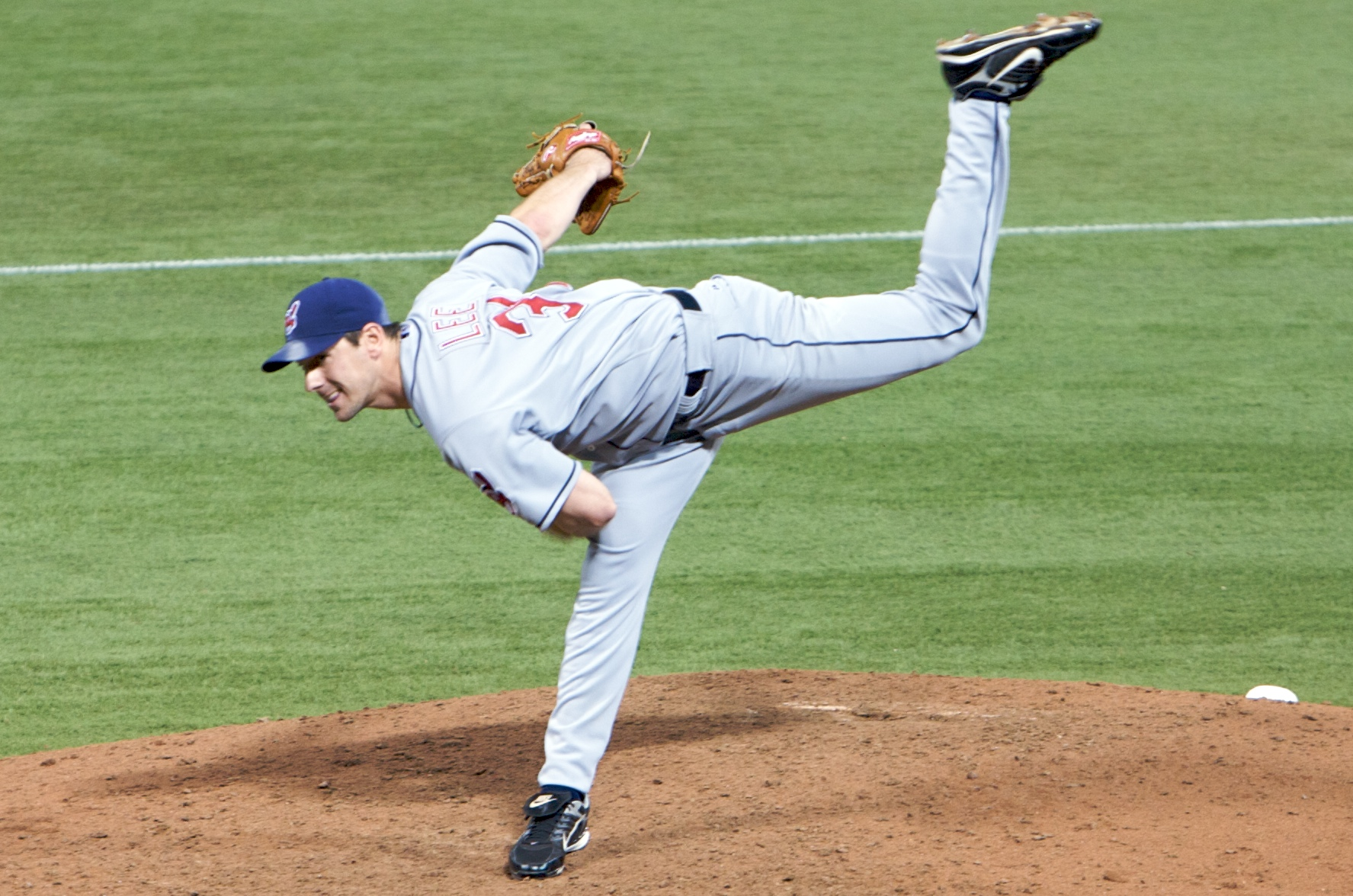
Cliff Lee venceu o Cy Young Award em 2008 além do título em ERA.

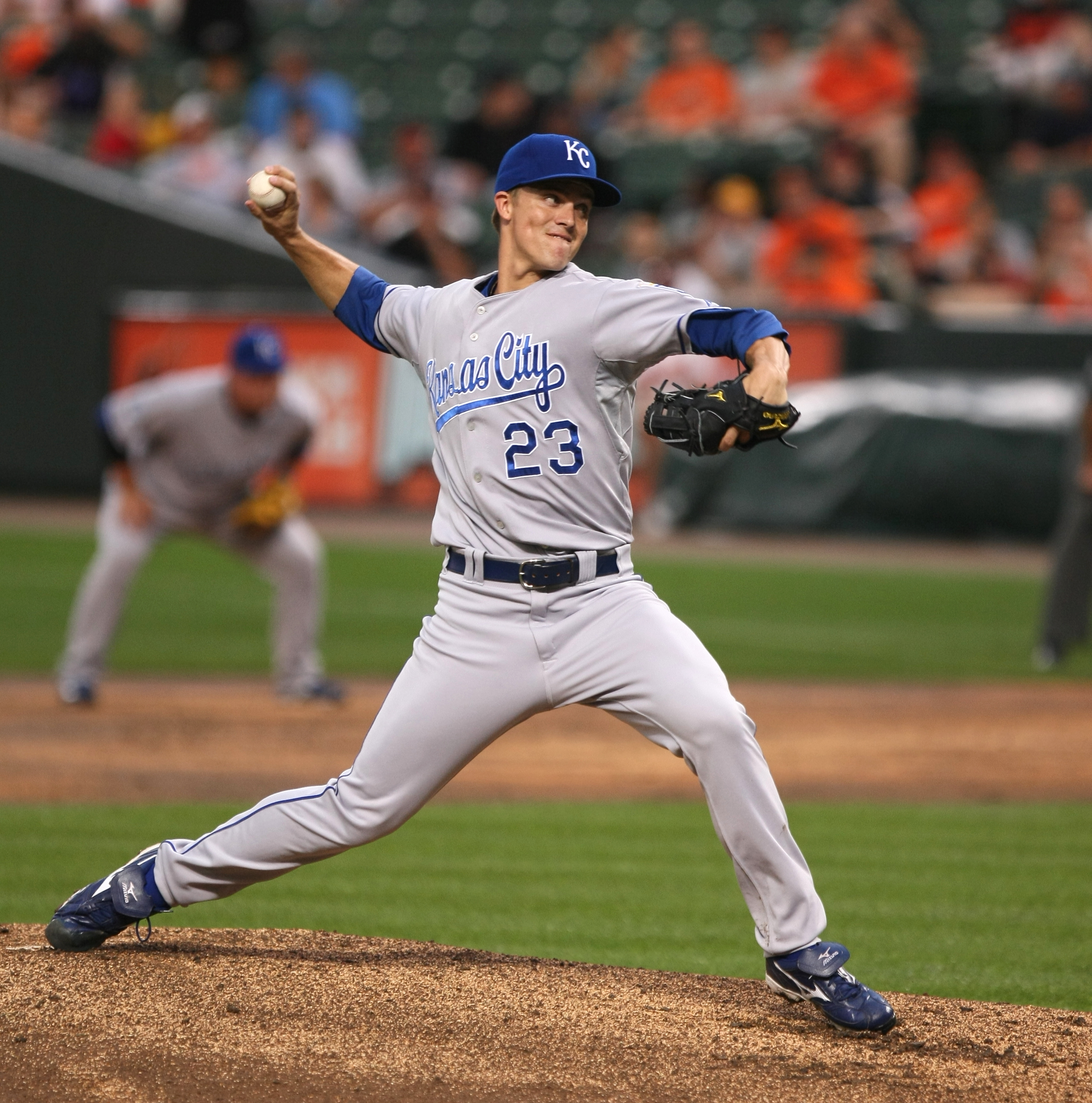
Zack Greinke, arremessando pelo Kansas City Royals, se tornou o segundo arremessador consecutivo a vencer o Prêmio Cy Young e liderar a Liga Americana em ERA na mesma temporada.

| Ano  | Líder            | ERA      | Time                             | Vice-campeão      | ERA     | Ref     |
| ---- | ---------------- | -------- | -------------------------------- | ----------------- | ------- | ------- |
| 1901 | Cy Young†        | 1.62     | Boston Americans                 | Nixey Callahan    | 2.42    | [ 173 ] |
| 1902 | Ed Siever        | 1.91     | Detroit Tigers                   | Rube Waddell†     | 2.05    | [ 174 ] |
| 1903 | Earl Moore       | 1.74     | Cleveland Naps                   | Cy Young†         | 2.08    | [ 175 ] |
| 1904 | Addie Joss†      | 1.59     | Cleveland Naps                   | Rube Waddell†     | 1.62    | [ 176 ] |
| 1905 | Rube Waddell†    | 1.48     | Philadelphia Athletics           | Doc White         | 1.76    | [ 177 ] |
| 1906 | Doc White        | 1.52     | Chicago White Sox                | Barney Pelty      | 1.59    | [ 178 ] |
| 1907 | Ed Walsh†        | 1.60     | Chicago White Sox                | Ed Killian        | 1.78    | [ 179 ] |
| 1908 | Addie Joss†      | 1.16     | Cleveland Naps                   | Cy Young†         | 1.26    | [ 180 ] |
| 1909 | Harry Krause     | 1.39     | Philadelphia Athletics           | Ed Walsh†         | 1.41    | [ 181 ] |
| 1910 | Ed Walsh†        | 1.27     | Chicago White Sox                | Jack Coombs       | 1.30    | [ 182 ] |
| 1911 | Vean Gregg       | 1.80     | Cleveland Naps                   | Walter Johnson†   | 1.90    | [ 183 ] |
| 1912 | Walter Johnson†  | 1.39     | Washington Senators              | Joe Wood          | 1.91    | [ 184 ] |
| 1913 | Walter Johnson†  | 1.14     | Washington Senators              | Eddie Cicotte     | 1.58    | [ 185 ] |
| 1914 | Dutch Leonard    | 0.96     | Boston Red Sox                   | Rube Foster       | 1.70    | [ 186 ] |
| 1915 | Joe Wood         | 1.49     | Boston Red Sox                   | Walter Johnson†   | 1.55    | [ 187 ] |
| 1916 | Babe Ruth†       | 1.75     | Boston Red Sox                   | Eddie Cicotte     | 1.78    | [ 188 ] |
| 1917 | Eddie Cicotte    | 1.53     | Chicago White Sox                | Carl Mays         | 1.74    | [ 189 ] |
| 1918 | Walter Johnson†  | 1.27     | Washington Senators              | Stan Coveleski†   | 1.82    | [ 190 ] |
| 1919 | Walter Johnson†  | 1.49     | Washington Senators              | Eddie Cicotte     | 1.82    | [ 191 ] |
| 1920 | Bob Shawkey      | 2.45     | New York Yankees                 | Stan Coveleski†   | 2.49    | [ 192 ] |
| 1921 | Red Faber†       | 2.48     | Chicago White Sox                | George Mogridge   | 3.00    | [ 193 ] |
| 1922 | Red Faber†       | 2.81     | Chicago White Sox                | Herman Pillette   | 2.85    | [ 194 ] |
| 1923 | Stan Coveleski†  | 2.76     | Washington Senators              | Waite Hoyt†       | 3.02    | [ 195 ] |
| 1924 | Walter Johnson†  | 2.72     | Washington Senators              | Tom Zachary       | 2.75    | [ 196 ] |
| 1925 | Stan Coveleski†  | 2.84     | Washington Senators              | Herb Pennock†     | 2.96    | [ 197 ] |
| 1926 | Lefty Grove†     | 2.51     | Philadelphia Athletics           | George Uhle       | 2.83    | [ 198 ] |
| 1927 | Wilcy Moore      | 2.28     | New York Yankees                 | Waite Hoyt†       | 2.63    | [ 199 ] |
| 1928 | Garland Braxton  | 2.51     | Washington Senators              | Herb Pennock†     | 2.56    | [ 200 ] |
| 1929 | Lefty Grove†     | 2.81     | Philadelphia Athletics           | Firpo Marberry    | 3.06    | [ 201 ] |
| 1930 | Lefty Grove†     | 2.54     | Philadelphia Athletics           | Wes Ferrell       | 3.31    | [ 202 ] |
| 1931 | Lefty Grove†     | 2.06     | Philadelphia Athletics           | Lefty Gomez†      | 2.67    | [ 203 ] |
| 1932 | Lefty Grove†     | 2.84     | Philadelphia Athletics           | Red Ruffing†      | 3.09    | [ 204 ] |
| 1933 | Mel Harder       | 2.95     | Cleveland Indians                | Tommy Bridges     | 3.09    | [ 205 ] |
| 1934 | Lefty Gomez†     | 2.33     | New York Yankees                 | Mel Harder        | 2.61    | [ 206 ] |
| 1935 | Lefty Grove†     | 2.70     | Boston Red Sox                   | Ted Lyons†        | 3.02    | [ 207 ] |
| 1936 | Lefty Grove†     | 2.81     | Boston Red Sox                   | Johnny Allen      | 3.44    | [ 208 ] |
| 1937 | Lefty Gomez†     | 2.33     | New York Yankees                 | Monty Stratton    | 2.40    | [ 209 ] |
| 1938 | Lefty Grove†     | 3.08     | Boston Red Sox                   | Red Ruffing†      | 3.31    | [ 210 ] |
| 1939 | Lefty Grove†     | 2.54     | Boston Red Sox                   | Ted Lyons†        | 2.76    | [ 211 ] |
| 1940 | Bob Feller†      | 2.61     | Cleveland Indians                | Bobo Newsom       | 2.83    | [ 212 ] |
| 1941 | Thornton Lee     | 2.37     | Chicago White Sox                | Al Benton         | 2.97    | [ 213 ] |
| 1942 | Ted Lyons†       | 2.10     | Chicago White Sox                | Tiny Bonham       | 2.27    | [ 214 ] |
| 1943 | Spud Chandler    | 1.64     | New York Yankees                 | Tiny Bonham       | 2.27    | [ 215 ] |
| 1944 | Dizzy Trout      | 2.12     | Detroit Tigers                   | Hal Newhouser†    | 2.22    | [ 216 ] |
| 1945 | Hal Newhouser†   | 1.81     | Detroit Tigers                   | Al Benton         | 2.02    | [ 217 ] |
| 1946 | Hal Newhouser†   | 1.94     | Detroit Tigers                   | Spud Chandler     | 2.10    | [ 218 ] |
| 1947 | Joe Haynes       | 2.42     | Chicago White Sox                | Bob Feller†       | 2.68    | [ 219 ] |
| 1948 | Gene Bearden     | 2.43     | Cleveland Indians                | Ray Scarborough   | 2.82[a] | [ 220 ] |
| 1949 | Mike Garcia      | 2.36     | Cleveland Indians                | Mel Parnell       | 2.77    | [ 221 ] |
| 1950 | Early Wynn†      | 3.20     | Cleveland Indians                | Ned Garver        | 3.39    | [ 222 ] |
| 1951 | Saul Rogovin     | 2.78     | Chicago White Sox Detroit Tigers | Ed Lopat          | 2.91    | [ 223 ] |
| 1952 | Allie Reynolds   | 2.06     | New York Yankees                 | Mike Garcia       | 2.37    | [ 224 ] |
| 1953 | Ed Lopat         | 2.42     | New York Yankees                 | Billy Pierce      | 2.72    | [ 225 ] |
| 1954 | Mike Garcia      | 2.64     | Cleveland Indians                | Sandy Consuegra   | 2.69    | [ 226 ] |
| 1955 | Billy Pierce     | 1.97     | Chicago White Sox                | Whitey Ford†      | 2.63    | [ 227 ] |
| 1956 | Whitey Ford†     | 2.47     | New York Yankees                 | Herb Score        | 2.53    | [ 228 ] |
| 1957 | Bobby Shantz     | 2.45     | New York Yankees                 | Tom Sturdivant    | 2.54    | [ 229 ] |
| 1958 | Whitey Ford†     | 2.01     | New York Yankees                 | Billy Pierce      | 2.68    | [ 230 ] |
| 1959 | Hoyt Wilhelm†    | 2.19     | Baltimore Orioles                | Camilo Pascual    | 2.64    | [ 231 ] |
| 1960 | Frank Baumann    | 2.67     | Chicago White Sox                | Jim Bunning†      | 2.79    | [ 232 ] |
| 1961 | Dick Donovan     | 2.40     | Washington Senators              | Bill Stafford     | 2.68    | [ 233 ] |
| 1962 | Hank Aguirre     | 2.21     | Detroit Tigers                   | Robin Roberts†    | 2.78    | [ 234 ] |
| 1963 | Gary Peters      | 2.33     | Chicago White Sox                | Juan Pizarro      | 2.39    | [ 235 ] |
| 1964 | Dean Chance      | 1.65     | Los Angeles Angels               | Joe Horlen        | 1.88    | [ 236 ] |
| 1965 | Sam McDowell     | 2.18     | Cleveland Indians                | Eddie Fisher      | 2.40    | [ 237 ] |
| 1966 | Gary Peters      | 1.98     | Chicago White Sox                | Joe Horlen        | 2.43    | [ 238 ] |
| 1967 | Joe Horlen       | 2.06     | Chicago White Sox                | Gary Peters       | 2.28    | [ 239 ] |
| 1968 | Luis Tiant       | 1.60     | Cleveland Indians                | Sam McDowell      | 1.81    | [ 240 ] |
| 1969 | Dick Bosman      | 2.19     | Washington Senators              | Jim Palmer†       | 2.34    | [ 241 ] |
| 1970 | Diego Seguí      | 2.56     | Oakland Athletics                | Jim Palmer†       | 2.71    | [ 242 ] |
| 1971 | Vida Blue        | 1.82     | Oakland Athletics                | Wilbur Wood       | 1.91    | [ 243 ] |
| 1972 | Luis Tiant       | 1.91     | Boston Red Sox                   | Gaylord Perry†    | 1.92    | [ 244 ] |
| 1973 | Jim Palmer†      | 2.40     | Baltimore Orioles                | Bert Blyleven†    | 2.52    | [ 245 ] |
| 1974 | Catfish Hunter†  | 2.49     | Oakland Athletics                | Gaylord Perry†    | 2.51    | [ 246 ] |
| 1975 | Jim Palmer†      | 2.09     | Baltimore Orioles                | Catfish Hunter†   | 2.58    | [ 247 ] |
| 1976 | Mark Fidrych     | 2.34     | Detroit Tigers                   | Vida Blue         | 2.35    | [ 248 ] |
| 1977 | Frank Tanana     | 2.54     | California Angels                | Bert Blyleven†    | 2.72    | [ 249 ] |
| 1978 | Ron Guidry       | 1.74     | New York Yankees                 | Jon Matlack       | 2.27    | [ 250 ] |
| 1979 | Ron Guidry       | 2.78     | New York Yankees                 | Tommy John        | 2.96    | [ 251 ] |
| 1980 | Rudy May         | 2.46     | New York Yankees                 | Mike Norris       | 2.53    | [ 252 ] |
| 1981 | Sammy Stewart    | 2.32 [d] | Baltimore Orioles                | Sammy Stewart     | 2.32    | [ 253 ] |
| 1982 | Rick Sutcliffe   | 2.96     | Cleveland Indians                | Bob Stanley       | 3.10    | [ 254 ] |
| 1983 | Rick Honeycutt   | 2.42     | Texas Rangers                    | Mike Boddicker    | 2.77    | [ 255 ] |
| 1984 | Mike Boddicker   | 2.79     | Baltimore Orioles                | Dave Stieb        | 2.83    | [ 256 ] |
| 1985 | Dave Stieb       | 2.48     | Toronto Blue Jays                | Charlie Leibrandt | 2.69    | [ 257 ] |
| 1986 | Roger Clemens    | 2.48     | Boston Red Sox                   | Teddy Higuera     | 2.79    | [ 258 ] |
| 1987 | Jimmy Key        | 2.76     | Toronto Blue Jays                | Frank Viola       | 2.90    | [ 259 ] |
| 1988 | Allan Anderson   | 2.45[b]  | Minnesota Twins                  | Teddy Higuera     | 2.45[c] | [ 260 ] |
| 1989 | Bret Saberhagen  | 2.16     | Kansas City Royals               | Chuck Finley      | 2.57    | [ 261 ] |
| 1990 | Roger Clemens    | 1.93     | Boston Red Sox                   | Chuck Finley      | 2.40    | [ 262 ] |
| 1991 | Roger Clemens    | 2.62     | Boston Red Sox                   | Tom Candiotti     | 2.65    | [ 263 ] |
| 1992 | Roger Clemens    | 2.41     | Boston Red Sox                   | Kevin Appier      | 2.46    | [ 264 ] |
| 1993 | Kevin Appier     | 2.56     | Kansas City Royals               | Wilson Alvarez    | 2.95    | [ 265 ] |
| 1994 | Steve Ontiveros  | 2.65     | Oakland Athletics                | Roger Clemens     | 2.85    | [ 266 ] |
| 1995 | Randy Johnson†   | 2.48     | Seattle Mariners                 | Tim Wakefield     | 2.95    | [ 267 ] |
| 1996 | Juan Guzmán      | 2.93     | Toronto Blue Jays                | Pat Hentgen       | 3.22    | [ 268 ] |
| 1997 | Roger Clemens    | 2.05     | Toronto Blue Jays                | Randy Johnson†    | 2.28    | [ 269 ] |
| 1998 | Roger Clemens    | 2.65     | Toronto Blue Jays                | Pedro Martínez†   | 2.89    | [ 270 ] |
| 1999 | Pedro Martínez†  | 2.07     | Boston Red Sox                   | David Cone        | 3.44    | [ 271 ] |
| 2000 | Pedro Martínez†  | 1.74     | Boston Red Sox                   | Roger Clemens     | 3.70    | [ 272 ] |
| 2001 | Freddy García    | 3.05     | Seattle Mariners                 | Mike Mussina      | 3.15    | [ 273 ] |
| 2002 | Pedro Martínez†  | 2.26     | Boston Red Sox                   | Derek Lowe        | 2.58    | [ 274 ] |
| 2003 | Pedro Martínez†  | 2.22     | Boston Red Sox                   | Tim Hudson        | 2.70    | [ 275 ] |
| 2004 | Johan Santana    | 2.61     | Minnesota Twins                  | Curt Schilling    | 3.26    | [ 276 ] |
| 2005 | Kevin Millwood   | 2.86     | Cleveland Indians                | Johan Santana     | 2.87    | [ 277 ] |
| 2006 | Johan Santana    | 2.77     | Minnesota Twins                  | Roy Halladay      | 3.19    | [ 278 ] |
| 2007 | John Lackey      | 3.01     | Los Angeles Angels of Anaheim    | Fausto Carmona    | 3.06    | [ 279 ] |
| 2008 | Cliff Lee        | 2.54     | Cleveland Indians                | Roy Halladay      | 2.78    | [ 280 ] |
| 2009 | Zack Greinke     | 2.16     | Kansas City Royals               | Félix Hernández   | 2.49    | [ 281 ] |
| 2010 | Félix Hernández  | 2.27     | Seattle Mariners                 | Clay Buchholz     | 2.33    | [ 282 ] |
| 2011 | Justin Verlander | 2.40     | Detroit Tigers                   | Jered Weaver      | 2.41    | [ 283 ] |
| 2012 | David Price      | 2.56     | Tampa Bay Rays                   | Justin Verlander  | 2.64    | [ 284 ] |
| 2013 | Aníbal Sánchez   | 2.57     | Detroit Tigers                   | Bartolo Colón     | 2.65    | [ 285 ] |
| 2014 | Felix Hernandez  | 2.14     | Seattle Mariners                 | Chris Sale        | 2.17    | [ 286 ] |
| 2015 | David Price      | 2.45     | Detroit Tigers Toronto Blue Jays | Dallas Keuchel    | 2.48    | [ 287 ] |
| 2016 | Aaron Sanchez    | 3.00     | Toronto Blue Jays                | Justin Verlander  | 3.04    | [ 288 ] |
| 2017 | Corey Kluber     | 2.25     | Cleveland Indians                | Chris Sale        | 2.90    | [ 289 ] |
| 2018 | Blake Snell      | 1.89     | Tampa Bay Rays                   | Trevor Bauer      | 2.21    | [ 290 ] |
| 2019 | Gerrit Cole      | 2.50     | Houston Astros                   | Justin Verlander  | 2.58    | [ 291 ] |

## Outras grandes ligas

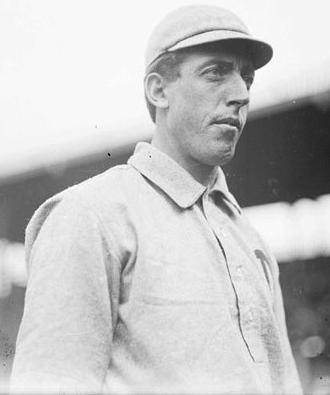
Eddie Plank foi o vice-campeão em ERA atrás de Earl Moseley na última temporada de existência da Federal League.

| Ano  | Líder          | ERA  | Time                       | Liga                 | Vice-campeão   | ERA  | Ref     |
| ---- | -------------- | ---- | -------------------------- | -------------------- | -------------- | ---- | ------- |
| 1882 | Denny Driscoll | 1.21 | Pittsburgh Alleghenys      | American Association | Guy Hecker     | 1.30 | [ 293 ] |
| 1883 | Will White     | 2.09 | Cincinnati Red Stockings   | American Association | Tony Mullane   | 2.19 | [ 294 ] |
| 1884 | Guy Hecker     | 1.80 | Louisville Eclipse         | American Association | Dave Foutz     | 2.18 | [ 295 ] |
| 1884 | Jim McCormick  | 1.54 | Cincinnati Outlaw Reds     | Union Association    | Billy Taylor   | 1.68 | [ 296 ] |
| 1885 | Bob Caruthers  | 2.07 | St. Louis Browns           | American Association | Guy Hecker     | 2.18 | [ 297 ] |
| 1886 | Dave Foutz     | 2.11 | St. Louis Browns           | American Association | Bob Caruthers  | 2.32 | [ 298 ] |
| 1887 | Elmer Smith    | 2.94 | Cincinnati Red Stockings   | American Association | Matt Kilroy    | 3.07 | [ 299 ] |
| 1888 | Silver King    | 1.63 | St. Louis Browns           | American Association | Ed Seward      | 2.01 | [ 300 ] |
| 1889 | Jack Stivetts  | 2.25 | St. Louis Browns           | American Association | Jesse Duryea   | 2.56 | [ 301 ] |
| 1890 | Scott Stratton | 2.36 | Louisville Colonels        | American Association | Red Ehret      | 2.53 | [ 302 ] |
| 1890 | Silver King    | 2.69 | Chicago Pirates            | Players' League      | Harry Staley   | 3.23 | [ 303 ] |
| 1891 | Ed Crane       | 2.45 | Cincinnati Kelly's Killers | American Association | George Haddock | 2.49 | [ 304 ] |
| 1914 | Claude Hendrix | 1.69 | Chicago Chi-Feds           | Federal League       | Russ Ford      | 1.82 | [ 305 ] |
| 1915 | Earl Moseley   | 1.91 | Newark Pepper              | Federal League       | Eddie Plank†   | 2.08 | [ 306 ] |

## Footnotes
{\displaystyle \mathrm {ERA} =9\cdot {\frac {\mathrm {Earned~runs~allowed} }{\mathrm {Innings~pitched} }}}
- a  Isto é mostrado na fórmula matemática à direita.[2]
- b "Grandes ligas" reconhecidas incluem as atuais Liga Americana e a Liga Nacional e diversas ligas extintas—a   Associação Americana, a Federal League, a Players' League e a Union Association.[307]
- c  Um arremessador deve atuar em uma entrada por jogo agendado pelo seu time durante a temporada (atualmente 162 entradas em 162 jogos) para se qualificar ao título em ERA.[308]